# Liste des monuments historiques protégés en 1840
Cet article recense les monuments historiques de France classés en 1840, la première protection de ce type dans le pays.

## Statistiques
En 1837, à la suite de la demande de Prosper Mérimée, alors inspecteur général des monuments historiques, les préfets reçoivent une circulaire leur demandant de dresser la liste des monuments de leur département dont ils estiment la restauration prioritaire, en les classant par ordre d'importance. La Commission des monuments historiques est chargée ensuite de classer l'ensemble des listes : en 1840, cette demande aboutit à une liste d'un millier de monuments « pour lesquels des secours ont été demandés » et nécessitent donc des travaux (et donc des crédits) pour être conservés. Il s'agit de la première liste d'un tel genre en France.
Les monuments concernés sont en grande majorité publics (appartenant à l'État, à la commune ou au département). La liste contient à la fois des édifices (églises, châteaux, etc.) et des objets (vitraux, etc.). Au total, elle compte 1 082 entrées, dont 934 édifices.
La liste suivante recense le nombre d'inclusions pour chacun des départements français actuels :
| Département             | Monuments |
| ----------------------- | --------- |
| Ain                     | +04,      |
| Aisne                   | +04,      |
| Allier                  | +04,      |
| Alpes-de-Haute-Provence | +05,      |
| Hautes-Alpes            | +01,      |
| Alpes-Maritimes         | +01,      |
| Ardennes                | +01,      |
| Ariège                  | +01,      |
| Aube                    | +17,      |
| Aude                    | +05,      |
| Aveyron                 | +02,      |
| Bouches-du-Rhône        | +24,      |
| Calvados                | +23,      |
| Cantal                  | +03,      |
| Charente                | +04,      |
| Charente-Maritime       | +10,      |
| Cher                    | +11,      |
| Corrèze                 | +09,      |
| Corse-du-Sud            | +01,      |
| Haute-Corse             | +05,      |
| Côte-d'Or               | +08,      |
| Côtes-d'Armor           | +02,      |
| Creuse                  | +03,      |
| Dordogne                | +08,      |
| Doubs                   | +01,      |
| Drôme                   | +08,      |
| Eure                    | +06,      |
| Eure-et-Loir            | +05,      |
| Finistère               | +05,      |
| Gard                    | +09,      |
| Haute-Garonne           | +12,      |
| Gers                    | +02,      |
| Gironde                 | +10,      |
| Hérault                 | +09,      |
| Ille-et-Vilaine         | +04,      |
| Indre                   | +05,      |
| Indre-et-Loire          | +13,      |
| Isère                   | +06,      |
| Jura                    | +01,      |
| Landes                  | +01,      |
| Loir-et-Cher            | +10,      |
| Loire                   | +04,      |
| Haute-Loire             | +09,      |
| Loire-Atlantique        | +04,      |
| Loiret                  | +10,      |
| Lot                     | +06,      |
| Lot-et-Garonne          | +05,      |
| Lozère                  | +02,      |
| Maine-et-Loire          | +08,      |
| Manche                  | +12,      |
| Marne                   | +06,      |
| Haute-Marne             | +03,      |
| Mayenne                 | +06,      |
| Meurthe-et-Moselle      | +06,      |
| Meuse                   | +03,      |
| Morbihan                | +04,      |
| Moselle                 | +03,      |
| Nièvre                  | +10,      |
| Nord                    | +04,      |
| Oise                    | +13,      |
| Orne                    | +01,      |
| Pas-de-Calais           | +03,      |
| Puy-de-Dôme             | +11,      |
| Pyrénées-Atlantiques    | +04,      |
| Hautes-Pyrénées         | +02,      |
| Pyrénées-Orientales     | +08,      |
| Bas-Rhin                | +06,      |
| Haut-Rhin               | +05,      |
| Rhône                   | +04,      |
| Saône-et-Loire          | +05,      |
| Sarthe                  | +05,      |
| Seine-Maritime          | +18,      |
| Seine-et-Marne          | +11,      |
| Yvelines                | +04,      |
| Deux-Sèvres             | +06,      |
| Somme                   | +09,      |
| Tarn                    | +01,      |
| Tarn-et-Garonne         | +03,      |
| Var                     | +05,      |
| Vaucluse                | +17,      |
| Vendée                  | +02,      |
| Vienne                  | +14,      |
| Haute-Vienne            | +03,      |
| Vosges                  | +03,      |
| Yonne                   | +08,      |
| Essonne                 | +05,      |
| Val-d'Oise              | +05,      |

À noter que des départements n'avaient pas de monuments classés :
- l'Ardèche ;
- le département de la Seine regroupant Paris ;
- la Savoie et la Haute-Savoie alors partie du Piémont-Sardaigne ;
- le Territoire de Belfort, même si le département n'existait pas administrativement et qu'il était intégré au Haut-Rhin ;

Les Alpes-Maritimes, bien qu'à l'époque le comté de Nice fasse partie du Royaume de Piémont-Sardaigne, recense toutefois l'Île Saint-Honorat comme classée. En effet, l'arrondissement de Grasse était alors rattaché au Var.

## Liste pour les immeubles
| Département             | Monument                                                                            | Commune                            | Période de construction                                                                  | Type                      | Base Mérimée                                                                                          | Photo |
| ----------------------- | ----------------------------------------------------------------------------------- | ---------------------------------- | ---------------------------------------------------------------------------------------- | ------------------------- | --- | ----- |
| Ain                     | Petit séminaire de Belley                                                           | Belley                             | -                                                                                        | séminaire                 | Notice no PA00116309                                                                                  |       |
| Ain                     | Temple gallo-romain d'Izernore                                                      | Izernore                           | Antiquité                                                                                | temple romain             | Notice no PA00116413                                                                                  |       |
| Ain                     | Église Saint-André                                                                  | Saint-André-de-Bâgé                | XIIe siècle                                                                              | église                    | Notice no PA00116541                                                                                  |       |
| Ain                     | Aqueduc romain de Vieu                                                              | Vieu                               | Antiquité                                                                                | aqueduc                   | Notice no PA00116602                                                                                  |       |
| Aisne                   | Église abbatiale Saint-Yved de Braine                                               | Braine                             | XIIe siècle, XIIIe et XVe siècles                                                        | abbatiale                 | Notice no PA00115550                                                                                  |       |
| Aisne                   | Cathédrale Notre-Dame de Laon                                                       | Laon                               | XIIe – XIIIe siècle                                                                      | cathédrale                | Notice no PA00115710                                                                                  |       |
| Aisne                   | Basilique de Saint-Quentin                                                          | Saint-Quentin                      | XIIIe au XVe siècle                                                                      | collégiale                | Notice no PA00115910                                                                                  |       |
| Aisne                   | Oppidum de Vermand et vestiges romains du Bas-Empire                                | Vermand                            | Antiquité                                                                                | ville gallo-romaine       | Notice no PA00115969                                                                                  |       |
| Allier                  | Église Notre-Dame de Châtel-Montagne                                                | Châtel-Montagne                    | XIe siècle                                                                               | église                    | Notice no PA00093052                                                                                  |       |
| Allier                  | Pavillon d'Anne de Beaujeu                                                          | Moulins                            | XVIe siècle                                                                              | pavillon                  | Notice no PA00093228                                                                                  |       |
| Allier                  | Église romane de Saint-Menoux                                                       | Saint-Menoux                       | XIe – XIIe siècle                                                                        | église                    | Notice no PA00093280                                                                                  |       |
| Allier                  | Église Saint-Marc de Souvigny et Prieuré clunisien de Souvigny (église abbatiale)   | Souvigny                           | XIIe siècle                                                                              | abbatiale                 | Notice no PA00093303                                                                                  |       |
| Alpes-de-Haute-Provence | Cathédrale Notre-Dame-du-Bourg de Digne                                             | Digne-les-Bains                    | XIe siècle, XIIIe au XVe siècle                                                          | cathédrale                | Notice no PA00080379                                                                                  |       |
| Alpes-de-Haute-Provence | Château de Gréoux-les-Bains                                                         | Gréoux-les-Bains                   | XIIIe au XVIe siècle                                                                     | château                   | Notice no PA00080405                                                                                  |       |
| Alpes-de-Haute-Provence | Baptistère de Riez                                                                  | Riez                               | IVe – Ve siècle, XIe et XVIIe siècles                                                    | baptistère                | Notice no PA00080451                                                                                  |       |
| Alpes-de-Haute-Provence | Colonnade antique de Riez                                                           | Riez                               | Ier siècle                                                                               | colonne                   | Notice no PA00080453                                                                                  |       |
| Alpes-de-Haute-Provence | Cathédrale Notre-Dame-des-Pommiers de Sisteron                                      | Sisteron                           | Xe – XIe siècle                                                                          | cathédrale                | Notice no PA00080491                                                                                  |       |
| Hautes-Alpes            | Cathédrale Notre-Dame d'Embrun                                                      | Embrun                             | XIIe – XIIIe siècle                                                                      | cathédrale                | Notice no PA00080556                                                                                  |       |
| Alpes-Maritimes         | Monastère fortifié de l'abbaye de Lérins                                            | Cannes, sur l'île Saint-Honorat    | Moyen Âge                                                                                | château fort              | Notice no PA00080693                                                                                  |       |
| Ardennes                | Abbatiale de Mouzon                                                                 | Mouzon                             | XIIe au XVe siècle                                                                       | abbatiale                 | Notice no PA00078471                                                                                  |       |
| Ariège                  | Château de Foix                                                                     | Foix                               | XIIe siècle                                                                              | château fort              | Notice no PA00093793                                                                                  |       |
| Aube                    | Église Saint-Étienne d'Arcis-sur-Aube                                               | Arcis-sur-Aube                     | XVIe siècle                                                                              | église                    | Notice no PA00078018                                                                                  |       |
| Aube                    | Église Saint-Maclou de Bar-sur-Aube                                                 | Bar-sur-Aube                       | XIIe au XIVe siècle, XVIIIe siècle                                                       | église                    | Notice no PA00078030                                                                                  |       |
| Aube                    | Église Saint-Pierre de Bar-sur-Aube                                                 | Bar-sur-Aube                       | XVIe siècle                                                                              | église                    | Notice no PA00078031                                                                                  |       |
| Aube                    | Église de la Nativité-de-la-Vierge de Bérulle                                       | Bérulle                            | XVIe siècle                                                                              | église                    | Notice no PA00078051                                                                                  |       |
| Aube                    | Église Saint-Jean-Baptiste de Chaource                                              | Chaource                           | XVIe siècle                                                                              | église                    | Notice no PA00078072                                                                                  |       |
| Aube                    | Église Saint-Loup de Chappes                                                        | Chappes                            | XIIe et XVIe siècles                                                                     | église                    | Notice no PA00078075                                                                                  |       |
| Aube                    | Église de la Nativité-de-la-Sainte-Vierge de Fouchères                              | Fouchères                          | XIIe siècle                                                                              | église                    | Notice no PA00078116                                                                                  |       |
| Aube                    | Église Notre-Dame-de-l'Assomption de Montiéramey                                    | Montiéramey                        | XIIe et XVIe siècles                                                                     | église                    | Notice no PA00078158                                                                                  |       |
| Aube                    | Église Saint-Pierre-ès-Liens de Mussy-sur-Seine                                     | Mussy-sur-Seine                    | XIIIe – XIVe siècle                                                                      | église                    | Notice no PA00078166                                                                                  |       |
| Aube                    | Église Saint-Pierre-ès-Liens de Riceys-Bas                                          | Les Riceys                         | XVe – XVIe siècle                                                                        | église                    | Notice no PA00078199                                                                                  |       |
| Aube                    | Église Saint-Martin de Rumilly-lès-Vaudes                                           | Rumilly-lès-Vaudes                 | XVIe siècle                                                                              | église                    | Notice no PA00078212                                                                                  |       |
| Aube                    | Église Saint-André de Saint-André-les-Vergers                                       | Saint-André-les-Vergers            | XVIe siècle                                                                              | église                    | Notice no PA00078214                                                                                  |       |
| Aube                    | Église Saint-Jean de Troyes                                                         | Troyes                             | XVIe siècle                                                                              | église                    | Notice no PA00078255                                                                                  |       |
| Aube                    | Église Saint-Nizier de Troyes                                                       | Troyes                             | XVIe siècle                                                                              | église                    | Notice no PA00078258                                                                                  |       |
| Aube                    | Basilique Saint-Urbain de Troyes                                                    | Troyes                             | XIIIe siècle                                                                             | église                    | Notice no PA00078261                                                                                  |       |
| Aube                    | Église Sainte-Madeleine de Troyes                                                   | Troyes                             | XVIe – XVIIe siècle                                                                      | église                    | Notice no PA00078254                                                                                  |       |
| Aube                    | Église Saint-Pierre-et-Saint-Paul de Villenauxe-la-Grande                           | Villenauxe-la-Grande               | XIIIe siècle                                                                             | église                    | Notice no PA00078307                                                                                  |       |
| Aude                    | Basilique Saint-Nazaire de Carcassonne                                              | Carcassonne                        | XIe – XIVe siècle                                                                        | cathédrale désaffectée    | Notice no PA00102592                                                                                  |       |
| Aude                    | Palais des archevêques de Narbonne                                                  | Narbonne                           | XIIe – XIVe siècle, XVIIe – XVIIIe siècle                                                | archevêché                | Notice no PA00102789                                                                                  |       |
| Aude                    | Cathédrale Saint-Just-et-Saint-Pasteur de Narbonne                                  | Narbonne                           | XIIIe – XIVe siècle, XVIIIe siècle                                                       | cathédrale                | Notice no PA00102790                                                                                  |       |
| Aude                    | Église de l'Assomption de Rieux-Minervois                                           | Rieux-Minervois                    | XIIe siècle                                                                              | église                    | Notice no PA00102874                                                                                  |       |
| Aude                    | Abbaye de Saint-Hilaire                                                             | Saint-Hilaire                      | XIIIe au XVe siècle                                                                      | abbaye                    | Notice no PA00102882                                                                                  |       |
| Aveyron                 | Abbatiale Sainte-Foy de Conques                                                     | Conques                            | XIe siècle                                                                               | abbatiale                 | Notice no PA00093999                                                                                  |       |
| Aveyron                 | Chartreuse Saint-Sauveur de Villefranche-de-Rouergue                                | Villefranche-de-Rouergue           | XVe siècle                                                                               | abbaye                    | Notice no PA00094202                                                                                  |       |
| Bouches-du-Rhône        | Cathédrale Saint-Sauveur d'Aix-en-Provence                                          | Aix-en-Provence                    | XIIIe au XVIe siècle                                                                     | cathédrale                | Notice no PA00080981                                                                                  |       |
| Bouches-du-Rhône        | Église Saint-Jean-de-Malte d'Aix-en-Provence                                        | Aix-en-Provence                    | XIVe – XVIIe siècle                                                                      | église                    | Notice no PA00081001                                                                                  |       |
| Bouches-du-Rhône        | Abbaye de Montmajour                                                                | Arles                              | Moyen Âge                                                                                | abbaye                    | Notice no PA00081117                                                                                  |       |
| Bouches-du-Rhône        | Arènes d'Arles                                                                      | Arles                              | Ier siècle                                                                               | amphithéâtre              | Notice no PA00081119 Notice no PA00081119                                                             |       |
| Bouches-du-Rhône        | Chapelle Saint-Jean-de-Moustiers d'Arles anciennement église basse de Saint-Césaire | Arles                              | XIe siècle                                                                               | chapelle                  | Notice no PA00081118                                                                                  |       |
| Bouches-du-Rhône        | Colonnes de Saint-Lucien sur le Forum d'Arles                                       | Arles                              | IIe siècle                                                                               | colonne                   | Notice no PA00081127                                                                                  |       |
| Bouches-du-Rhône        | Ancienne cathédrale Saint-Trophime d'Arles                                          | Arles                              | XIIe – XVe siècle                                                                        | cathédrale désaffectée    | Notice no PA00081139                                                                                  |       |
| Bouches-du-Rhône        | Église Saint-Honorat des Alyscamps                                                  | Arles                              | IVe siècle                                                                               | église                    | Notice no PA00081179                                                                                  |       |
| Bouches-du-Rhône        | Obélisque d'Arles                                                                   | Arles                              | Ier siècle                                                                               | obélisque                 | Notice no PA00081180                                                                                  |       |
| Bouches-du-Rhône        | Thermes de Constantin                                                               | Arles                              | IVe siècle                                                                               | thermes                   | Notice no PA00081190                                                                                  |       |
| Bouches-du-Rhône        | Théâtre antique d'Arles                                                             | Arles                              | Ier siècle av. J.-C.                                                                     | théâtre antique           | Notice no PA00081189                                                                                  |       |
| Bouches-du-Rhône        | Abbaye Saint-Victor de Marseille                                                    | Marseille                          | Ve – XVIe siècle                                                                         | abbaye                    | Notice no PA00081323                                                                                  |       |
| Bouches-du-Rhône        | Caves Saint-Sauveur                                                                 | Marseille                          | gallo-romain                                                                             |                           | Notice no PA00081327                                                                                  |       |
| Bouches-du-Rhône        | Église de la vieille Major                                                          | Marseille                          | XIIe siècle                                                                              | église                    | Notice no PA00081336                                                                                  |       |
| Bouches-du-Rhône        | Abbaye de Silvacane                                                                 | La Roque-d'Anthéron                | XIIIe siècle                                                                             | abbaye                    | Notice no PA00081416                                                                                  |       |
| Bouches-du-Rhône        | Pont Flavien                                                                        | Saint-Chamas                       | Ier siècle av. J.-C.                                                                     | pont                      | Notice no PA00081426                                                                                  |       |
| Bouches-du-Rhône        | Arc de triomphe de Glanum                                                           | Saint-Rémy-de-Provence             | Ier siècle av. J.-C.                                                                     | arc de triomphe           | Notice no PA00081438                                                                                  |       |
| Bouches-du-Rhône        | Mausolée de Glanum                                                                  | Saint-Rémy-de-Provence             | Ier siècle av. J.-C.                                                                     | mausolée                  | Notice no PA00081449                                                                                  |       |
| Bouches-du-Rhône        | Église de Notre-Dame-de-la-Mer                                                      | Saintes-Maries-de-la-Mer           | XIe – XIIe siècle                                                                        | église                    | Notice no PA00081456                                                                                  |       |
| Bouches-du-Rhône        | Église Saint-Laurent de Salon-de-Provence                                           | Salon-de-Provence                  | XVe siècle                                                                               | église                    | Notice no PA00081461                                                                                  |       |
| Bouches-du-Rhône        | Chapelle Saint-Gabriel de Tarascon                                                  | Tarascon                           | XIIIe siècle                                                                             | chapelle                  | Notice no PA00081470                                                                                  |       |
| Bouches-du-Rhône        | Château du roi René                                                                 | Tarascon                           | XVe siècle                                                                               | château fort              | Notice no PA00081473                                                                                  |       |
| Bouches-du-Rhône        | Église Sainte-Marthe de Tarascon                                                    | Tarascon                           | XIIe – XIVe siècle                                                                       | église                    | Notice no PA00081475                                                                                  |       |
| Bouches-du-Rhône        | Temple romain de Château-Bas                                                        | Vernègues                          | antiquité                                                                                | temple romain (vestiges)  | Notice no PA00081493                                                                                  |       |
| Calvados                | Église Saint-Vigor d'Asnières-en-Bessin                                             | Asnières-en-Bessin                 | XIIIe siècle                                                                             | église                    | Notice no PA00111016                                                                                  |       |
| Calvados                | Église Notre-Dame-de-la-Nativité de Bernières-sur-Mer                               | Bernières-sur-Mer                  | XIIe – XIVe siècle                                                                       | église                    | Notice no PA00111088                                                                                  |       |
| Calvados                | Église de l'abbaye aux Dames                                                        | Caen                               | XIe – XIIe siècle                                                                        | abbatiale                 | Notice no PA00111123                                                                                  |       |
| Calvados                | Église Saint-Étienne (ancienne abbatiale de l'abbaye aux Hommes)                    | Caen                               | XIe – XIIe siècle                                                                        | abbatiale                 | Notice no PA00111124                                                                                  |       |
| Calvados                | Église Saint-Jean de Caen                                                           | Caen                               | XIIIe – XVIe siècle                                                                      | église                    | Notice no PA00111134                                                                                  |       |
| Calvados                | Église Saint-Pierre de Caen                                                         | Caen                               | XIVe – XVIe siècle                                                                       | église                    | Notice no PA00111139                                                                                  |       |
| Calvados                | Église Notre-Dame-de-l'Assomption de Colleville-sur-Mer                             | Colleville-sur-Mer                 | XIIe – XIIIe siècle                                                                      | église                    | Notice no PA00111232                                                                                  |       |
| Calvados                | Église Saint-Romain d'Étréham                                                       | Étréham                            | XIe – XIIe siècle                                                                        | église                    | Notice no PA00111305                                                                                  |       |
| Calvados                | Château de Falaise                                                                  | Falaise                            | XIIe – XIIIe siècle                                                                      | château fort              | Notice no PA00111309                                                                                  |       |
| Calvados                | Église Saint-Martin de Formigny                                                     | Formigny                           | XVe siècle                                                                               | église                    | Notice no PA00111350                                                                                  |       |
| Calvados                | Église Notre-Dame du Fresne-Camilly                                                 | Le Fresne-Camilly                  | XIe – XIIIe siècle                                                                       | église                    | Notice no PA00111355                                                                                  |       |
| Calvados                | Église Saint-Martin de Langrune-sur-Mer                                             | Langrune-sur-Mer                   | XIIIe siècle                                                                             | église                    | Notice no PA00111464                                                                                  |       |
| Calvados                | Cathédrale Saint-Pierre de Lisieux                                                  | Lisieux                            | XIIe – XVe siècle                                                                        | cathédrale                | Notice no PA00111473                                                                                  |       |
| Calvados                | Église Notre-Dame de Louvières                                                      | Louvières                          | XIVe siècle                                                                              | église                    | Notice no PA00111509                                                                                  |       |
| Calvados                | Église Saint-Samson d'Ouistreham                                                    | Ouistreham                         | XIIe siècle                                                                              | église                    | Notice no PA00111593                                                                                  |       |
| Calvados                | Église Saint-Martin de Ryes                                                         | Ryes                               | XIIe – XIIIe siècle                                                                      | église                    | Notice no PA00111648                                                                                  |       |
| Calvados                | Église Saint-Contest                                                                | Saint-Contest                      |                                                                                          | église                    | Notice no PA00111661                                                                                  |       |
| Calvados                | Prieuré de Saint-Gabriel                                                            | Saint-Gabriel-Brécy                | XIe – XVe siècle                                                                         | prieuré                   | Notice no PA00111668                                                                                  |       |
| Calvados                | Église Notre-Dame-des-Labours de Norrey-en-Bessin                                   | Saint-Manvieu-Norrey               | XIVe siècle                                                                              | église                    | Notice no PA00111691                                                                                  |       |
| Calvados                | Église Saint-Sulpice de Secqueville-en-Bessin                                       | Secqueville-en-Bessin              | XIe – XIIIe siècle                                                                       | église                    | Notice no PA00111728                                                                                  |       |
| Calvados                | Église Saint-Pierre de Thaon                                                        | Thaon                              | XIe – XIIe siècle                                                                        | église                    | Notice no PA00111742                                                                                  |       |
| Calvados                | Église Saint-Pierre de Touques                                                      | Touques                            | XIe siècle                                                                               | église                    | Notice no PA00111753                                                                                  |       |
| Calvados                | Église Saint-Pierre de Tour-en-Bessin                                               | Tour-en-Bessin                     | XIIe – XIVe siècle                                                                       | église                    | Notice no PA00111761                                                                                  |       |
| Cantal                  | Église Saint-Pierre de Bredons                                                      | Albepierre-Bredons                 | XIe – XIIe siècle                                                                        | église                    | Notice no PA00093426                                                                                  |       |
| Cantal                  | Basilique Notre-Dame-des-Miracles                                                   | Mauriac                            | XIe – XIIe siècle                                                                        | église                    | Notice no PA00093544                                                                                  |       |
| Cantal                  | Église Notre-Dame-de-la-Nativité de Villedieu                                       | Villedieu                          | XIVe siècle                                                                              | église                    | Notice no PA00093719                                                                                  |       |
| Charente                | Cathédrale Saint-Pierre d'Angoulême                                                 | Angoulême                          | XIIe siècle                                                                              | cathédrale                | Notice no PA00104203                                                                                  |       |
| Charente                | Église Saint-Cybard de Roullet                                                      | Roullet-Saint-Estèphe              | XIIe siècle                                                                              | église                    | Notice no PA00104476                                                                                  |       |
| Charente                | Église de l'abbaye de Saint-Amant-de-Boixe                                          | Saint-Amant-de-Boixe               | XIIe – XIVe siècle                                                                       | abbatiale                 | Notice no PA00104484                                                                                  |       |
| Charente                | Église Saint-Michel                                                                 | Saint-Michel                       | XIIe siècle                                                                              | église                    | Notice no PA00104508                                                                                  |       |
| Charente-Maritime       | Église Saint-Pierre d'Aulnay                                                        | Aulnay                             | XIIe – XVe siècle                                                                        | église                    | Notice no PA00104605                                                                                  |       |
| Charente-Maritime       | Pyramide d'Authon-Ébéon                                                             | Authon-Ébéon                       | IIIe siècle                                                                              | colonne monumentale       | Notice no PA00104608                                                                                  |       |
| Charente-Maritime       | Aqueduc du Douhet                                                                   | Le Douhet                          | Ier siècle                                                                               | aqueduc                   | Notice no PA00104671                                                                                  |       |
| Charente-Maritime       | Église Notre-Dame d'Échillais                                                       | Échillais                          | XIIe siècle                                                                              | église                    | Notice no PA00104676                                                                                  |       |
| Charente-Maritime       | Église Saint-Martin d'Esnandes                                                      | Esnandes                           | XIIe – XIVe siècle                                                                       | église                    | Notice no PA00104683                                                                                  |       |
| Charente-Maritime       | Église Notre-Dame de Fenioux                                                        | Fenioux                            | XIe – XIVe siècle                                                                        | église                    | Notice no PA00104684                                                                                  |       |
| Charente-Maritime       | Église Saint-Pierre-de-Salles de Marennes                                           | Marennes                           | XVe – XVIIIe siècle                                                                      | église                    | Notice no PA00104789                                                                                  |       |
| Charente-Maritime       | Tour de Pirelonge                                                                   | Saint-Romain-de-Benet              | Gallo-romaine                                                                            | tour                      | Notice no PA00105227                                                                                  |       |
| Charente-Maritime       | Amphithéâtre de Saintes                                                             | Saintes                            | Ier siècle                                                                               | amphithéâtre romain       | Notice no PA00105246                                                                                  |       |
| Charente-Maritime       | Basilique Saint-Eutrope de Saintes                                                  | Saintes                            | XIIe – XIVe siècle                                                                       | abbatiale                 | Notice no PA00105249                                                                                  |       |
| Cher                    | Palais Jacques-Cœur                                                                 | Bourges                            | XVe siècle                                                                               | palais                    | Notice no PA00096686                                                                                  |       |
| Cher                    | Hôtel Lallemant                                                                     | Bourges                            | XVe – XVIe siècle                                                                        | hôtel particulier         | Notice no PA00096687                                                                                  |       |
| Cher                    | Porte Saint-Ours                                                                    | Bourges                            | XIe – XIIe siècle                                                                        | porte de ville            | Notice no PA00096737                                                                                  |       |
| Cher                    | Église Saint-Blaise de La Celle                                                     | La Celle                           | XIIe siècle                                                                              | église                    | Notice no PA00096751                                                                                  |       |
| Cher                    | Vestiges romains de Drevant                                                         | Drevant                            | IIe siècle                                                                               | ruines                    | Notice no PA00096786                                                                                  |       |
| Cher                    | Église Saint-Étienne de Dun-sur-Auron                                               | Dun-sur-Auron                      | XIIe – XIVe siècle                                                                       | collégiale                | Notice no PA00096789                                                                                  |       |
| Cher                    | Château de Mehun-sur-Yèvre                                                          | Mehun-sur-Yèvre                    | XIIe – XIVe siècle                                                                       | château fort              | Notice no PA00096837                                                                                  |       |
| Cher                    | Collégiale Notre-Dame de Mehun-sur-Yèvre                                            | Mehun-sur-Yèvre                    | XIe – XVe siècle                                                                         | église                    | Notice no PA00096838                                                                                  |       |
| Cher                    | Église Saint-Martin de Plaimpied                                                    | Plaimpied-Givaudins                | XIe – XVIIIe siècle                                                                      | église                    | Notice no PA00096867                                                                                  |       |
| Cher                    | Église Saint-Amand de Saint-Amand-Montrond                                          | Saint-Amand-Montrond               | XIe – XIXe siècle                                                                        | église                    | Notice no IA00011158                                                                                  |       |
| Cher                    | Église de l'Abbaye de Saint-Satur                                                   | Saint-Satur                        | XIe – XIXe siècle                                                                        | abbatiale                 | Notice no PA00096896                                                                                  |       |
| Corrèze                 | Église de l'abbaye d'Aubazine                                                       | Aubazine                           | XIIe siècle                                                                              | abbatiale                 | Notice no PA00099658                                                                                  |       |
| Corrèze                 | Église de l'abbaye Saint-André de Meymac                                            | Meymac                             | XIIe – XIIIe siècle                                                                      | abbaye                    | Notice no PA00099804                                                                                  |       |
| Corrèze                 | Château de Ventadour                                                                | Moustier-Ventadour                 | XIe – XVe siècle                                                                         | château fort              | Notice no PA00099811                                                                                  |       |
| Corrèze                 | Site gallo-romain de Tintignac                                                      | Naves (Corrèze)                    | Antiquité                                                                                | ruines                    | Notice no PA00099815                                                                                  |       |
| Corrèze                 | église abbatiale du prieuré Saint-Michel-des-Anges                                  | Saint-Angel                        | XIe – XVe siècle, XVIIe siècle                                                           | abbatiale                 | Notice no PA00099838                                                                                  |       |
| Corrèze                 | église Saint-Cyr Sainte-Julitte de Saint-Cyr-la-Roche                               | Saint-Cyr-la-Roche                 | -                                                                                        | église                    | Notice no PA00099850                                                                                  |       |
| Corrèze                 | Chapelle du château de Ségur                                                        | Ségur-le-Château                   | -                                                                                        | chapelle                  | Notice no PA00099890                                                                                  |       |
| Corrèze                 | Tour de César du château de Turenne                                                 | Turenne                            | XIIIe – XIVe siècle                                                                      | tour                      | Notice no PA00099930                                                                                  |       |
| Corrèze                 | Église Saint-Pierre d'Uzerche                                                       | Uzerche                            | XIIe siècle                                                                              | église                    | Notice no PA00099947                                                                                  |       |
| Corse-du-Sud            | Stantara d'Apricciani                                                               | Vico                               | Âge du bronze                                                                            | statue-menhir             | Notice no PA00099122                                                                                  |       |
| Haute-Corse             | Tour de Sénèque                                                                     | Luri                               | -                                                                                        | tour                      | Notice no PA00099211                                                                                  |       |
| Haute-Corse             | Église Saint-Michel de Murato                                                       | Murato                             | XIIe siècle                                                                              | église                    | Notice no PA00099217                                                                                  |       |
| Haute-Corse             | Église Saint-Césaire de Rapale                                                      | Rapale                             | XIIIe – XIVe siècle                                                                      | église                    | Notice no PA00099238                                                                                  |       |
| Haute-Corse             | Cathédrale de Nebbio                                                                | Saint-Florent                      | XIIIe siècle                                                                             | cathédrale désaffectée    | Notice no PA00099241                                                                                  |       |
| Haute-Corse             | Église Sainte-Christine de Valle-di-Campoloro                                       | Valle-di-Campoloro                 | IXe siècle                                                                               | chapelle                  | Notice no PA00099256                                                                                  |       |
| Côte-d'Or               | Basilique Notre-Dame de Beaune                                                      | Beaune                             | XIIIe – XVe siècle, XVIIe siècle                                                         | basilique                 | Notice no IA21000093                                                                                  |       |
| Côte-d'Or               | Puits de Moïse de la chartreuse de Champmol                                         | Dijon                              | XIVe – XVe siècle                                                                        | sculpture                 | Notice no PA00112257                                                                                  |       |
| Côte-d'Or               | Église Notre-Dame de Dijon                                                          | Dijon                              | XIIIe – XIVe siècle                                                                      | église                    | Notice no PA00112267                                                                                  |       |
| Côte-d'Or               | Église Saint-Michel de Dijon                                                        | Dijon                              | XVIe siècle                                                                              | église                    | Notice no PA00112270                                                                                  |       |
| Côte-d'Or               | Église Saint-Genest de Flavigny-sur-Ozerain                                         | Flavigny-sur-Ozerain               | XIIIe siècle, XVe – XVIe siècle                                                          | église                    | Notice no PA00112455                                                                                  |       |
| Côte-d'Or               | Église du Prieuré de Saint-Thibault                                                 | Saint-Thibault                     | XIIIe – XIVe siècle                                                                      | abbatiale                 | Notice no PA00112645                                                                                  |       |
| Côte-d'Or               | Basilique Saint-Andoche de Saulieu                                                  | Saulieu                            | XIIe siècle                                                                              | église                    | Notice no PA00112652                                                                                  |       |
| Côte-d'Or               | Collégiale Notre-Dame de Semur-en-Auxois                                            | Semur-en-Auxois                    | XIVe siècle                                                                              | collégiale                | Notice no PA00112669                                                                                  |       |
| Côtes-d'Armor           | Temple de Mars de Corseul                                                           | Corseul                            | Ier siècle                                                                               | temple romain             | Notice no PA00089068                                                                                  |       |
| Côtes-d'Armor           | Tour de Montbran                                                                    | Pléboulle                          | XIIe siècle                                                                              | tour                      | Notice no PA00132548 Figure sur la liste de 1840, mais n'apparaît sur aucune des listes postérieures. |       |
| Côtes-d'Armor           | Cathédrale Saint-Tugdual de Tréguier                                                | Tréguier                           | XIIe – XVIe siècle                                                                       | cathédrale et cloître     | Notice no PA00089701                                                                                  |       |
| Creuse                  | Abbatiale Sainte-Valérie                                                            | Chambon-sur-Voueize                | XIIe – XIIIe siècle, XVe siècle                                                          | abbatiale                 | Notice no PA00100029                                                                                  |       |
| Creuse                  | Thermes romains d'Évaux-les-Bains                                                   | Évaux-les-Bains                    | Ier – IIIe siècle                                                                        | thermes                   | Notice no PA00100060                                                                                  |       |
| Creuse                  | Église Notre-Dame de La Souterraine                                                 | La Souterraine                     | XIe – XIIIe siècle                                                                       | église                    | Notice no IA23000191                                                                                  |       |
| Dordogne                | Église de l'abbaye Saint-Pierre de Brantôme                                         | Brantôme                           | XIe – XIIe siècle                                                                        | abbatiale                 | Notice no IA24001070                                                                                  |       |
| Dordogne                | Cloître de l'abbaye de Cadouin                                                      | Le Buisson-de-Cadouin              | XIIe – XVIe siècle                                                                       | cloître                   | Notice no PA00082415                                                                                  |       |
| Dordogne                | Église Saint-Cybard de Cercles                                                      | Cercles                            | XIIe siècle                                                                              | église                    | Notice no IA24000835                                                                                  |       |
| Dordogne                | Amphithéâtre de Périgueux                                                           | Périgueux                          | IIe siècle                                                                               | amphithéâtre              | Notice no PA00082724                                                                                  |       |
| Dordogne                | Cathédrale Saint-Front                                                              | Périgueux                          | XIIe siècle                                                                              | cathédrale                | Notice no PA00082725                                                                                  |       |
| Dordogne                | Église Saint-Étienne-de-la-Cité                                                     | Périgueux                          | XIIe siècle                                                                              | église                    | Notice no PA00082729                                                                                  |       |
| Dordogne                | Tour Mataguerre                                                                     | Périgueux                          | XIIIe siècle                                                                             | tour                      | Notice no PA00082761                                                                                  |       |
| Dordogne                | Cathédrale Saint-Sacerdos de Sarlat                                                 | Sarlat-la-Canéda                   | XIIe – XVIIe siècle                                                                      | cathédrale désaffectée    | Notice no PA00082916                                                                                  |       |
| Doubs                   | Porte noire                                                                         | Besançon                           | IIe siècle                                                                               | arc de triomphe           | Notice no PA00101607                                                                                  |       |
| Doubs                   | Cloître de l'abbaye de Montbenoît                                                   | Montbenoît                         | XIIe siècle                                                                              | cloître                   | Notice no IA00014122                                                                                  |       |
| Drôme                   | Cathédrale Notre-Dame de Die                                                        | Die                                | XIe – XIIIe siècle, XVIe siècle                                                          | cathédrale désaffectée    | Notice no PA00116933                                                                                  |       |
| Drôme                   | Collégiale Saint-Sauveur de Grignan                                                 | Grignan                            | XVIe siècle                                                                              | collégiale                | Notice no PA00116962                                                                                  |       |
| Drôme                   | Église de l'Abbaye de Léoncel                                                       | Léoncel                            | XIIe – XIIIe siècle                                                                      | abbatiale                 | Notice no PA00116972                                                                                  |       |
| Drôme                   | Collégiale Saint-Barnard                                                            | Romans-sur-Isère                   | XIIIe – XVIe siècle                                                                      | collégiale                | Notice no PA00117029                                                                                  |       |
| Drôme                   | Cathédrale Notre-Dame de Saint-Paul-Trois-Châteaux                                  | Saint-Paul-Trois-Châteaux          | XIIe – XVe siècle                                                                        | cathédrale désaffectée    | Notice no PA00117054                                                                                  |       |
| Drôme                   | Église de Saint-Restitut                                                            | Saint-Restitut                     | XIe siècle                                                                               | église                    | Notice no PA00117059                                                                                  |       |
| Drôme                   | Autel taurobolique de Tain-l'Hermitage                                              | Tain-l'Hermitage                   | gallo-romain                                                                             | mégalithe                 | Notice no PA00117078                                                                                  |       |
| Drôme                   | Pendentif de Valence                                                                | Valence                            | XVIe siècle                                                                              | oratoire                  | Notice no PA00117094                                                                                  |       |
| Eure                    | Collégiale Notre-Dame des Andelys                                                   | Les Andelys                        | XIIIe siècle                                                                             | collégiale                | Notice no IA00017456                                                                                  |       |
| Eure                    | Église Saint-Sauveur du Petit-Andely                                                | Les Andelys                        | XIIIe siècle                                                                             | église                    | Notice no IA00017455                                                                                  |       |
| Eure                    | Église Sainte-Foy                                                                   | Conches-en-Ouche                   | XIIIe – XVIe siècle                                                                      | église                    | Notice no PA00099378                                                                                  |       |
| Eure                    | Ancienne abbaye Saint-Taurin                                                        | Évreux                             | XIIIe et XIVe siècles, XVIe et XVIIIe siècles                                            | abbatiale                 | Notice no PA00099403                                                                                  |       |
| Eure                    | Collégiale Saint-Gervais-Saint-Protais de Gisors                                    | Gisors                             | XIIIe siècle, XVe et XVIe siècles                                                        | collégiale                | Notice no IA00017798                                                                                  |       |
| Eure                    | Tour des archives                                                                   | Vernon                             | XIIe siècle                                                                              | donjon                    | Notice no IA27000075                                                                                  |       |
| Eure                    | Tour Saint-Nicolas de l'Abbaye Notre-Dame du Bec                                    | Le Bec-Hellouin                    | XVe siècle                                                                               | abbaye                    | Notice no PA00099327                                                                                  |       |
| Eure-et-Loir            | Collégiale Saint-André de Chartres                                                  | Chartres                           | XIIe siècle                                                                              | collégiale                | Notice no PA00096997                                                                                  |       |
| Eure-et-Loir            | Église Saint-Aignan de Chartres                                                     | Chartres                           | XVIe siècle                                                                              | église                    | Notice no PA00096996                                                                                  |       |
| Eure-et-Loir            | Église Saint-Pierre de Chartres                                                     | Chartres                           | XIIIe – XIVe siècle                                                                      | église                    | Notice no PA00096999                                                                                  |       |
| Eure-et-Loir            | Beffroi de Dreux                                                                    | Dreux                              | XVIe siècle                                                                              | beffroi                   | Notice no PA00097100                                                                                  |       |
| Eure-et-Loir            | Église Saint-Pierre de Dreux                                                        | Dreux                              | XIIIe – XVe siècle, XVIIe siècle                                                         | église                    | Notice no PA00097098                                                                                  |       |
| Finistère               | Basilique Notre-Dame du Folgoët                                                     | Le Folgoët                         | XIVe – XVe siècle, XVIIe siècle                                                          | collégiale                | Notice no PA00089953                                                                                  |       |
| Finistère               | Église de Lambader                                                                  | Plouvorn                           | XVIe siècle                                                                              | église                    | Notice no PA00090272                                                                                  |       |
| Finistère               | Église Sainte-Croix de Quimperlé                                                    | Quimperlé                          | XIe siècle, XVIIe – XVIIIe siècle                                                        | église                    | Notice no PA00090381                                                                                  |       |
| Finistère               | Cathédrale Saint-Paul-Aurélien de Saint-Pol-de-Léon                                 | Saint-Pol-de-Léon                  | XIIe – XVIe siècle                                                                       | cathédrale désaffectée    | Notice no PA00090425                                                                                  |       |
| Finistère               | Chapelle Notre-Dame du Kreisker                                                     | Saint-Pol-de-Léon                  | XIVe – XVe siècle                                                                        | chapelle                  | Notice no PA00090427                                                                                  |       |
| Gard                    | Pont Ambroix                                                                        | Gallargues-le-Montueux             | Ier siècle                                                                               | pont                      | Notice no PA00103057                                                                                  |       |
| Gard                    | Arènes de Nîmes                                                                     | Nîmes                              | Ier siècle                                                                               | amphithéâtre romain       | Notice no PA00103091                                                                                  |       |
| Gard                    | Castellum divisorium de Nîmes                                                       | Nîmes                              | Ier siècle                                                                               | château d'eau             | Notice no PA00103093                                                                                  |       |
| Gard                    | Thermes antiques et nymphée (Temple de Diane)                                       | Nîmes                              | Ier siècle                                                                               | thermes                   | Notice no PA00103124                                                                                  |       |
| Gard                    | Maison Carrée                                                                       | Nîmes                              | Ier siècle                                                                               | temple romain             | Notice no PA00103125                                                                                  |       |
| Gard                    | Porte d'Auguste                                                                     | Nîmes                              | Ier siècle av. J.-C.                                                                     | porte de ville            | Notice no PA00103150                                                                                  |       |
| Gard                    | Porte de France                                                                     | Nîmes                              | Ier siècle av. J.-C.                                                                     | porte de ville            | Notice no PA00103151                                                                                  |       |
| Gard                    | Tour Magne                                                                          | Nîmes                              | Ier siècle                                                                               | tour                      | Notice no PA00103155                                                                                  |       |
| Gard                    | Église abbatiale de Saint-Gilles du Gard                                            | Saint-Gilles                       | XIIe siècle                                                                              | abbatiale                 | Notice no PA00103208                                                                                  |       |
| Gard                    | Pont du Gard                                                                        | Vers-Pont-du-Gard                  | Ier siècle                                                                               | pont-aqueduc              | Notice no PA00103291                                                                                  |       |
| Haute-Garonne           | Église de Saint-Aventin                                                             | Saint-Aventin                      | XIIe siècle                                                                              | église                    | Notice no PA00094445                                                                                  |       |
| Haute-Garonne           | Cathédrale Notre-Dame de Saint-Bertrand-de-Comminges                                | Saint-Bertrand-de-Comminges        | XIe – XIIe siècle, XIVe – XVIe siècle                                                    | cathédrale                | Notice no PA00094447                                                                                  |       |
| Haute-Garonne           | Collégiale Saint-Pierre de Saint-Gaudens                                            | Saint-Gaudens                      | XIe – XVe siècle                                                                         | collégiale                | Notice no PA00094461                                                                                  |       |
| Haute-Garonne           | Couvent des Augustins                                                               | Toulouse                           | XIVe – XVe siècle                                                                        | couvent                   | Notice no PA00094510                                                                                  |       |
| Haute-Garonne           | Couvent des Jacobins                                                                | Toulouse                           | XIIIe – XIVe siècle                                                                      | couvent                   | Notice no PA00094512                                                                                  |       |
| Haute-Garonne           | Église Notre-Dame du Taur                                                           | Toulouse                           | XIVe siècle                                                                              | église                    | Notice no PA00094521                                                                                  |       |
| Haute-Garonne           | Église Saint-Sernin de Toulouse                                                     | Toulouse                           | XIe – XIIe siècle                                                                        | église                    | Notice no PA00094524                                                                                  |       |
| Haute-Garonne           | Capitole de Toulouse                                                                | Toulouse                           | XIIe – XVIIIe siècle                                                                     | hôtel de ville            | Notice no PA00094497                                                                                  |       |
| Haute-Garonne           | Basilique Saint-Just de Valcabrère                                                  | Valcabrère                         | XIe – XIIe siècle                                                                        | église                    | Notice no PA00094649                                                                                  |       |
| Haute-Garonne           | Église Saint-Pierre-et-Saint-Phébade de Venerque                                    | Venerque                           | XIIe – XVe siècle                                                                        | église                    | Notice no PA00094653                                                                                  |       |
| Gers                    | Donjon du château de Bassoues                                                       | Bassoues                           | XIVe siècle                                                                              | donjon                    | Notice no PA00094729                                                                                  |       |
| Gers                    | Cathédrale Saint-Pierre de Condom                                                   | Condom                             | XIVe – VXIe siècle                                                                       | cathédrale                | Notice no PA00094770                                                                                  |       |
| Gironde                 | Cathédrale Saint-Jean-Baptiste de Bazas                                             | Bazas                              | XIIIe – XIVe siècle                                                                      | cathédrale désaffectée    | Notice no PA00083131                                                                                  |       |
| Gironde                 | Église Saint-Seurin de Bordeaux                                                     | Bordeaux                           | XIe siècle                                                                               | église                    | Notice no PA00083175                                                                                  |       |
| Gironde                 | Église Sainte-Croix de Bordeaux                                                     | Bordeaux                           | XIIe siècle                                                                              | abbatiale                 | Notice no PA00083177                                                                                  |       |
| Gironde                 | Église Sainte-Eulalie de Bordeaux                                                   | Bordeaux                           | Moyen Âge                                                                                | église                    | Notice no PA00083178                                                                                  |       |
| Gironde                 | Amphithéâtre de Bordeaux dit Palais Gallien                                         | Bordeaux                           | IIIe siècle                                                                              | amphithéâtre              | Notice no PA00083156                                                                                  |       |
| Gironde                 | Église Saint-Pierre de Loupiac                                                      | Loupiac                            | XIIe – XVIe siècle                                                                       | église                    | Notice no IA33000257                                                                                  |       |
| Gironde                 | Collégiale de Saint-Émilion et cloître                                              | Saint-Émilion                      | XIIe – XVIe siècle                                                                       | collégiale                | Notice no PA00083728                                                                                  |       |
| Gironde                 | Église Saint-Sauveur-et-Saint-Martin de Saint-Macaire                               | Saint-Macaire                      | XIIe siècle                                                                              | église                    | Notice no PA00083767                                                                                  |       |
| Gironde                 | Abbaye de La Sauve-Majeure                                                          | La Sauve                           | XIIe – XIIIe siècle                                                                      | abbaye                    | Notice no PA00083832                                                                                  |       |
| Gironde                 | Collégiale Notre-Dame d'Uzeste                                                      | Uzeste                             | XIIIe – XIVe siècle                                                                      | collégiale                | Notice no PA00083855                                                                                  |       |
| Gironde                 | Église Saint-Pierre de Vertheuil                                                    | Vertheuil                          | XIIe siècle                                                                              | église                    | Notice no IA00024767                                                                                  |       |
| Hérault                 | Cathédrale Saint-Étienne d'Agde                                                     | Agde                               | XIIe siècle                                                                              | cathédrale désaffectée    | Notice no PA00103340                                                                                  |       |
| Hérault                 | Cathédrale Saint-Nazaire de Béziers et cloître Saint-Nazaire                        | Béziers                            | XIIIe siècle                                                                             | cathédrale désaffectée    | Notice no PA00103374                                                                                  |       |
| Hérault                 | Église Saint-Paul de Clermont-l'Hérault                                             | Clermont-l'Hérault                 | XIIIe – XIVe siècle                                                                      | église                    | Notice no PA00103440 et Notice no IA00028411                                                          |       |
| Hérault                 | Cathédrale Saint-Fulcran de Lodève                                                  | Lodève                             | XIIIe – XIVe siècle                                                                      | cathédrale désaffectée    | Notice no PA00103478                                                                                  |       |
| Hérault                 | Église Sainte-Croix de Celleneuve                                                   | Montpellier                        | XIIe – XIVe siècle                                                                       | église                    | Notice no PA00103537                                                                                  |       |
| Hérault                 | Église de l'abbaye de Saint-Guilhem-le-Désert et cloître                            | Saint-Guilhem-le-Désert            | XIe – XIIIe siècle                                                                       | abbatiale                 | Notice no PA00103690                                                                                  |       |
| Hérault                 | Cathédrale de Saint-Pons-de-Thomières                                               | Saint-Pons-de-Thomières            | XIIe siècle, XVIIe – XVIIIe siècle                                                       | cathédrale désaffectée    | Notice no PA00103707                                                                                  |       |
| Hérault                 | Cathédrale Saint-Pierre-et-Saint-Paul de Maguelone                                  | Villeneuve-lès-Maguelone           | XIIe – XIIIe siècle                                                                      | cathédrale désaffectée    | Notice no PA00103757                                                                                  |       |
| Hérault                 | Église Saint-Étienne de Villeneuve-lès-Maguelone                                    | Villeneuve-lès-Maguelone           | XIIe siècle                                                                              | église                    | Notice no PA00103758                                                                                  |       |
| Ille-et-Vilaine         | Cathédrale Saint-Samson de Dol-de-Bretagne                                          | Dol-de-Bretagne                    | XIIIe – XIVe siècle                                                                      | cathédrale désaffectée    | Notice no PA00090544                                                                                  |       |
| Ille-et-Vilaine         | Dolmen de la Roche-aux-Fées                                                         | Essé                               | Néolithique                                                                              | dolmen                    | Notice no PA00090553                                                                                  |       |
| Ille-et-Vilaine         | Chapelle Sainte-Agathe de Langon                                                    | Langon                             | IIIe – XIIe siècle                                                                       | chapelle                  | Notice no PA00090613 et Notice no IA35011342                                                          |       |
| Ille-et-Vilaine         | Église Notre-Dame de Vitré                                                          | Vitré                              | XVe – XVIe siècle                                                                        | église                    | Notice no PA00090899                                                                                  |       |
| Indre                   | Église Saint-Laurent et Notre-Dame de Gargilesse                                    | Gargilesse-Dampierre               | XIe siècle                                                                               | église                    | Notice no PA00097352                                                                                  |       |
| Indre                   | Tour blanche d'Issoudun                                                             | Issoudun                           | XIIe – XIIIe siècle                                                                      | tour                      | Notice no PA00097365                                                                                  |       |
| Indre                   | Église Saint-Sylvain de Levroux                                                     | Levroux                            | XIIIe siècle                                                                             | église                    | Notice no PA00097368                                                                                  |       |
| Indre                   | Abbatiale de Méobecq                                                                | Méobecq                            | XIe siècle                                                                               | abbatiale                 | Notice no PA00097392                                                                                  |       |
| Indre                   | Église Saint-Étienne de Neuvy-Saint-Sépulchre                                       | Neuvy-Saint-Sépulchre              | XIIe siècle                                                                              | église                    | Notice no PA00097409                                                                                  |       |
| Indre-et-Loire          | Château d'Amboise                                                                   | Amboise                            | XVIe siècle                                                                              | château                   | Notice no PA00097503                                                                                  |       |
| Indre-et-Loire          | Collégiale Saint-Martin de Candes-Saint-Martin                                      | Candes-Saint-Martin                | XIIe siècle                                                                              | collégiale                | Notice no PA00097608                                                                                  |       |
| Indre-et-Loire          | Château de Chenonceau                                                               | Chenonceaux                        | XVe – XVIe siècle                                                                        | château                   | Notice no PA00097654                                                                                  |       |
| Indre-et-Loire          | Abbaye Saint-Mexme de Chinon                                                        | Chinon                             | XIe siècle                                                                               | abbaye                    | Notice no PA00097659                                                                                  |       |
| Indre-et-Loire          | Château de Chinon                                                                   | Chinon                             | XIVe – XVe siècle                                                                        | château                   | Notice no PA00097661                                                                                  |       |
| Indre-et-Loire          | Pile de Cinq-Mars                                                                   | Cinq-Mars-la-Pile                  | IIe siècle                                                                               | monument funéraire        | Notice no PA00097702                                                                                  |       |
| Indre-et-Loire          | Collégiale Saint-Ours de Loches                                                     | Loches                             | XIe – XIIe siècle                                                                        | collégiale                | Notice no PA00097824                                                                                  |       |
| Indre-et-Loire          | Clocher de l'ancienne église Saint-Antoine de Loches                                | Loches                             | XVIe siècle                                                                              | clocher                   | Notice no PA00097825                                                                                  |       |
| Indre-et-Loire          | Église Saint-Jean-Baptiste de Montrésor                                             | Montrésor                          | XVIe siècle                                                                              | église                    | Notice no PA00097877                                                                                  |       |
| Indre-et-Loire          | Abbatiale Saint-Pierre de Preuilly-sur-Claise                                       | Preuilly-sur-Claise                | XIe – XVe siècle                                                                         | abbatiale                 | Notice no PA00097924                                                                                  |       |
| Indre-et-Loire          | Lanterne de Rochecorbon                                                             | Rochecorbon                        | XIe siècle                                                                               | lanterne des morts        | Notice no PA00098049                                                                                  |       |
| Indre-et-Loire          | Tour de l'Horloge de la basilique Saint-Martin de Tours                             | Tours                              | XIIIe siècle                                                                             | clocher                   | Notice no PA00098131                                                                                  |       |
| Indre-et-Loire          | Église Saint-Julien de Tours                                                        | Tours                              | XIIe – XIIIe siècle                                                                      | église                    | Notice no PA00098153                                                                                  |       |
| Isère                   | Église Saint-Theudère de Saint-Chef                                                 | Saint-Chef                         | XIIe – XIIIe siècle                                                                      | église                    | Notice no PA00117249                                                                                  |       |
| Isère                   | Église Saint-André-le-Bas de Vienne                                                 | Vienne                             | XIIe – XIVe siècle                                                                       | église                    | Notice no PA00117323                                                                                  |       |
| Isère                   | Cathédrale Saint-Maurice de Vienne                                                  | Vienne                             | XIIIe – XVIe siècle                                                                      | cathédrale désaffectée    | Notice no PA00117325                                                                                  |       |
| Isère                   | Escaliers antiques de Vienne                                                        | Vienne                             | Antiquité                                                                                | escalier                  | Notice no PA00117327                                                                                  |       |
| Isère                   | Temple d'Auguste et de Livie                                                        | Vienne                             | Ier siècle av. J.-C.                                                                     | temple romain             | Notice no PA00117348                                                                                  |       |
| Isère                   | Théâtre antique de Vienne                                                           | Vienne                             | Ier siècle                                                                               | théâtre romain            | Notice no PA00117349                                                                                  |       |
| Jura                    | Église Saint-Christophe de Chissey-sur-Loue                                         | Chissey-sur-Loue                   | XIIIe siècle                                                                             | église                    | Notice no PA00101831                                                                                  |       |
| Landes                  | Église Sainte-Quitterie d'Aire                                                      | Aire-sur-l'Adour                   | XIIe – XVIIIe siècle                                                                     | église                    | Notice no PA00083918                                                                                  |       |
| Loir-et-Cher            | Château de Blois                                                                    | Blois                              | XVIe – XVIIe siècle                                                                      | château                   | Notice no PA00098337 et Notice no IA00141119                                                          |       |
| Loir-et-Cher            | Église Saint-Nicolas de Blois                                                       | Blois                              | XIIe – XIVe siècle                                                                       | église                    | Notice no PA00098343                                                                                  |       |
| Loir-et-Cher            | Fontaine Louis-XII                                                                  | Blois                              | XVIe siècle                                                                              | fontaine                  | Notice no PA00098347 et Notice no IA00141133                                                          |       |
| Loir-et-Cher            | Château de Beauregard                                                               | Cellettes                          | XVIe – XVIIe siècle                                                                      | château                   | Notice no PA00098404                                                                                  |       |
| Loir-et-Cher            | Château de Chambord                                                                 | Chambord                           | XVIe – XVIIe siècle                                                                      | château                   | Notice no PA00098405 et Notice no IA00012822                                                          |       |
| Loir-et-Cher            | Château de Chaumont-sur-Loire                                                       | Chaumont-sur-Loire                 | XVe – XVIe siècle                                                                        | château                   | Notice no PA00098410                                                                                  |       |
| Loir-et-Cher            | Château de Cheverny                                                                 | Cheverny                           | XVIIe – XVIIIe siècle                                                                    | château                   | Notice no PA00098413                                                                                  |       |
| Loir-et-Cher            | Tumulus du Tertre, et nécropole gallo-romaine                                       | Soings-en-Sologne                  | Préhistoire                                                                              | tumulus                   | Notice no PA00098605                                                                                  |       |
| Loir-et-Cher            | Bâtiment des Mazelles                                                               | Thésée                             | Antiquité                                                                                | ruines                    | Notice no PA00098619                                                                                  |       |
| Loir-et-Cher            | Abbaye de la Trinité de Vendôme                                                     | Vendôme                            | XIIe – XVe siècle                                                                        | abbaye                    | Notice no PA00098633                                                                                  |       |
| Loir-et-Cher            | Château de Vendôme                                                                  | Vendôme                            | XIIe – XIVe siècle                                                                       | château                   | Notice no PA00098636                                                                                  |       |
| Loire                   | Église Saint-Martin d'Ambierle                                                      | Ambierle                           | XVe siècle                                                                               | église                    | Notice no PA00117423                                                                                  |       |
| Loire                   | Église Saint-André de Bourg-Argental                                                | Bourg-Argental                     | XIIe siècle                                                                              | église                    | Notice no PA00117430                                                                                  |       |
| Loire                   | Abbaye de la Bénisson-Dieu                                                          | La Bénisson-Dieu                   | XIIe – XVe siècle, XVIIe siècle                                                          | abbaye                    | Notice no PA00117427                                                                                  |       |
| Loire                   | Collégiale Notre-Dame-d'Espérance de Montbrison                                     | Montbrison                         | XIIIe au XVIe siècle                                                                     | église                    | Notice no PA00117523                                                                                  |       |
| Haute-Loire             | Église Saint-Michel d'Aiguilhe                                                      | Aiguilhe                           | XIe – XIIe siècle                                                                        | chapelle                  | Notice no PA00092565                                                                                  |       |
| Haute-Loire             | Basilique Saint-Julien de Brioude                                                   | Brioude                            | XIe – XIIe siècle                                                                        | collégiale                | Notice no PA00092615                                                                                  |       |
| Haute-Loire             | Église de l'abbaye de la Chaise-Dieu                                                | La Chaise-Dieu                     | XIVe siècle                                                                              | abbatiale                 | Notice no PA00092635                                                                                  |       |
| Haute-Loire             | Église Saint-Saturnin de Chanteuges                                                 | Chanteuges                         | XIIe siècle                                                                              | église                    | Notice no PA00092644                                                                                  |       |
| Haute-Loire             | Église de l'abbaye Saint-Chaffre du Monastier                                       | Le Monastier-sur-Gazeille          | XIe siècle, XVe – XVIe siècle                                                            | abbatiale                 | Notice no PA00092711                                                                                  |       |
| Haute-Loire             | Château de Polignac                                                                 | Polignac                           | XIIe – XVIe siècle                                                                       | château                   | Notice no PA00092727                                                                                  |       |
| Haute-Loire             | Baptistère Saint-Jean du Puy-en-Velay                                               | Le Puy-en-Velay                    | -                                                                                        | baptistère                | Notice no PA00092742                                                                                  |       |
| Haute-Loire             | Église Saint-Georges de Saint-Paulien                                               | Saint-Paulien                      | XIIe – XVIe siècle                                                                       | église                    | Notice no PA00092873                                                                                  |       |
| Haute-Loire             | Église Saint-Médard de Saugues                                                      | Saugues                            | XIIe siècle                                                                              | collégiale                | Notice no PA00092891                                                                                  |       |
| Loire-Atlantique        | Église Saint-Goustan du Croisic                                                     | Le Croisic                         | -                                                                                        | église                    | Notice no PA00108601                                                                                  |       |
| Loire-Atlantique        | Collégiale Saint-Aubin de Guérande                                                  | Guérande                           | XIIe – XVIe siècle                                                                       | collégiale                | Notice no PA00108621                                                                                  |       |
| Loire-Atlantique        | Château des ducs de Bretagne                                                        | Nantes                             | XVe – XVIe siècle                                                                        | château                   | Notice no PA00108657                                                                                  |       |
| Loire-Atlantique        | Château de Châteaubriant                                                            | Châteaubriant                      | XIe – XVIe siècle                                                                        | château                   | Notice no PA00108582 et Notice no IA44000084 déclassée en 1887 re-classée en 1921                     |       |
| Loiret                  | Donjon du château de Beaugency dit Tour de César                                    | Beaugency                          | XIe siècle                                                                               | donjon                    | Notice no PA00098700 et Notice no IA45000141                                                          |       |
| Loiret                  | Église Saint-Étienne de Beaugency                                                   | Beaugency                          | XIe siècle                                                                               | église                    | Notice no PA00098692 et Notice no IA45000164                                                          |       |
| Loiret                  | Hôtel de ville de Beaugency                                                         | Beaugency                          | XVIe siècle                                                                              | hôtel de ville            | Notice no PA00098695 et Notice no IA45000125                                                          |       |
| Loiret                  | Église Notre-Dame de Beaugency                                                      | Beaugency                          | XIe – XIIe siècle                                                                        | église                    | Notice no IA45000139                                                                                  |       |
| Loiret                  | Basilique Notre-Dame de Cléry-Saint-André                                           | Cléry-Saint-André                  | XVe siècle                                                                               | collégiale                | Notice no PA00098755 et Notice no IA00013205                                                          |       |
| Loiret                  | Église de l'abbaye de Ferrières                                                     | Ferrières-en-Gâtinais              | XIIe – XIIIe siècle                                                                      | abbatiale                 | Notice no PA00098775                                                                                  |       |
| Loiret                  | Oratoire carolingien de Germigny-des-Prés                                           | Germigny-des-Prés                  | IXe siècle                                                                               | église                    | Notice no PA00098783                                                                                  |       |
| Loiret                  | Château de Gien                                                                     | Gien                               | XVe siècle                                                                               | château                   | Notice no PA00098784                                                                                  |       |
| Loiret                  | Collégiale Saint-Liphard de Meung-sur-Loire                                         | Meung-sur-Loire                    | XIIe – XIIIe siècle                                                                      | collégiale                | Notice no PA00098819                                                                                  |       |
| Loiret                  | Hôtel des Créneaux d'Orléans                                                        | Orléans                            | -                                                                                        | hôtel de ville désaffecté | Notice no PA00098855                                                                                  |       |
| Loiret                  | Église de l'abbaye de Saint-Benoît-sur-Loire                                        | Saint-Benoît-sur-Loire             | XIe – XIIe siècle                                                                        | abbatiale                 | Notice no PA00098999                                                                                  |       |
| Lot                     | Église Saint-Pierre d'Assier                                                        | Assier                             | XVIe siècle                                                                              | église                    | Notice no PA00094969                                                                                  |       |
| Lot                     | Pont Valentré                                                                       | Cahors                             | XVIe siècle                                                                              | pont                      | Notice no PA00095027                                                                                  |       |
| Lot                     | Chapelle Notre-Dame-de-Pitié de Figeac                                              | Figeac                             | -                                                                                        | chapelle                  | Notice no PA00095071                                                                                  |       |
| Lot                     | Deux Aiguilles de Figeac                                                            | Figeac                             | XIIIe – XIVe siècle                                                                      | obélisques                | Notice no PA00095084                                                                                  |       |
| Lot                     | Église Saint-Sauveur de Figeac                                                      | Figeac                             | XIIe – XVe siècle                                                                        | église                    | Notice no PA00095075                                                                                  |       |
| Lot                     | Église de l'abbaye Sainte-Marie de Souillac                                         | Souillac                           | XIIe siècle                                                                              | abbatiale                 | Notice no PA00095262                                                                                  |       |
| Lot-et-Garonne          | La Tourasse                                                                         | Aiguillon                          | Ier siècle                                                                               | monument funéraire ?      | Notice no PA00084062 et Notice no IA47000933                                                          |       |
| Lot-et-Garonne          | Église Saint-Vincent du Mas-d'Agenais                                               | Le Mas-d'Agenais                   | XIe – XIIe siècle                                                                        | église                    | Notice no PA00084164                                                                                  |       |
| Lot-et-Garonne          | Église Saint-Jean-Baptiste de Mézin                                                 | Mézin                              | XIe – XIVe siècle                                                                        | église                    | Notice no PA00084169 et Notice no IA47001302                                                          |       |
| Lot-et-Garonne          | Ruines romaines de Nérac                                                            | Nérac                              | IVe – Ve siècle                                                                          | villa                     | Notice no PA00084196 et Notice no IA47000326                                                          |       |
| Lot-et-Garonne          | Château de Xaintrailles                                                             | Xaintrailles                       | XIIe – XVe siècle                                                                        | château                   | Notice no PA00084280                                                                                  |       |
| Lozère                  | Église Saint-Gervais-Saint-Protais de Langogne                                      | Langogne                           | XIIe siècle, XIVe – XVe siècle                                                           | église                    | Notice no PA00103828                                                                                  |       |
| Lozère                  | Mausolée de Lanuéjols                                                               | Lanuéjols                          | IIe ou IIIe siècle                                                                       | mausolée                  | Notice no PA00103833 et Notice no IA48000382                                                          |       |
| Maine-et-Loire          | Abbaye Saint-Serge d'Angers                                                         | Angers                             | XIIIe siècle, XVIIe – XVIIIe siècle                                                      | église                    | Notice no PA00108863                                                                                  |       |
| Maine-et-Loire          | Église de l'abbaye du Ronceray d'Angers                                             | Angers                             | XIe siècle                                                                               | abbatiale                 | Notice no PA00108860                                                                                  |       |
| Maine-et-Loire          | Église de la Trinité d'Angers                                                       | Angers                             | XIIe siècle                                                                              | église                    | Notice no PA00108879                                                                                  |       |
| Maine-et-Loire          | Hôpital Saint-Jean                                                                  | Angers                             | XIIe siècle                                                                              | hôpital                   | Notice no PA00108887                                                                                  |       |
| Maine-et-Loire          | Abbaye de Fontevraud                                                                | Fontevraud-l'Abbaye                | XIIe siècle, XVe – XVIe siècle                                                           | abbaye                    | Notice no PA00109109                                                                                  |       |
| Maine-et-Loire          | Église Notre-Dame-de-Nantilly                                                       | Saumur                             | XIIe et XVe siècles                                                                      | église                    | Notice no PA00109317 et Notice no IA00031735                                                          |       |
| Maine-et-Loire          | Église Saint-Pierre-et-Saint-Romain de Savennières                                  | Savennières                        | Xe – XIIe siècle                                                                         | église                    | Notice no PA00109346                                                                                  |       |
| Manche                  | Château de Bricquebec                                                               | Bricquebec                         | XIIe siècle                                                                              | château                   | Notice no PA00110344 et Notice no IA50000051                                                          |       |
| Manche                  | Église de l'abbaye de Cerisy-la-Forêt                                               | Cerisy-la-Forêt                    | XIe siècle                                                                               | abbatiale                 | Notice no PA00110359                                                                                  |       |
| Manche                  | Aqueduc de Coutances                                                                | Coutances                          | XIIIe siècle                                                                             | aqueduc                   | Notice no PA00110374                                                                                  |       |
| Manche                  | Château de La Haye-du-Puits                                                         | La Haye-du-Puits                   | -                                                                                        | château                   | Notice no PA00110428                                                                                  |       |
| Manche                  | Abbatiale Sainte-Trinité de Lessay                                                  | Lessay                             | XIe siècle                                                                               | abbatiale                 | Notice no PA00110438                                                                                  |       |
| Manche                  | Collégiale Saint-Évroult                                                            | Mortain                            | XIIIe – XIVe siècle                                                                      | collégiale                | Notice no PA00110522                                                                                  |       |
| Manche                  | Église Notre-Dame de Saint-Lô                                                       | Saint-Lô                           | -                                                                                        | église                    | Notice no PA00110582                                                                                  |       |
| Manche                  | Abbaye de Saint-Sauveur-le-Vicomte                                                  | Saint-Sauveur-le-Vicomte           | -                                                                                        | abbaye                    | Notice no PA00110602                                                                                  |       |
| Manche                  | Château de Saint-Sauveur-le-Vicomte                                                 | Saint-Sauveur-le-Vicomte           | -                                                                                        | château                   | Notice no PA00110603                                                                                  |       |
| Manche                  | Église de Sainte-Marie-du-Mont                                                      | Sainte-Marie-du-Mont               | XIe – XIXe siècle                                                                        | église                    | Notice no PA00110591 et Notice no IA00001234                                                          |       |
| Manche                  | Église de Sainte-Mère-Église                                                        | Sainte-Mère-Église                 | XIIe – XIVe siècle                                                                       | église                    | Notice no IA00001252                                                                                  |       |
| Manche                  | Château de Torigni                                                                  | Torigni-sur-Vire                   | -                                                                                        | château                   | Notice no PA00110620                                                                                  |       |
| Marne                   | Collégiale Notre-Dame en Vaux de Châlons-en-Champagne                               | Châlons-en-Champagne               | XIIe – XIIIe siècle                                                                      | collégiale                | Notice no PA00078618                                                                                  |       |
| Marne                   | Portail Saint-Martin d'Épernay                                                      | Épernay                            | XVIe siècle                                                                              | portail                   | Notice no PA00078699 et Notice no IA51000807                                                          |       |
| Marne                   | Basilique Notre-Dame de l'Épine                                                     | L'Épine                            | XIVe au XVIe siècle                                                                      | église                    | Notice no PA00078702                                                                                  |       |
| Marne                   | Église Saint-Pierre-et-Saint-Paul d'Orbais-l'Abbaye                                 | Orbais-l'Abbaye                    | XIIIe siècle                                                                             | église                    | Notice no PA00078755 et Notice no IA51000020                                                          |       |
| Marne                   | Basilique Saint-Remi de Reims                                                       | Reims                              | XIIe siècle                                                                              | abbatiale                 | Notice no PA00078785                                                                                  |       |
| Marne                   | Porte de Mars                                                                       | Reims                              | IIIe siècle                                                                              | porte de ville            | Notice no PA00078825                                                                                  |       |
| Haute-Marne             | Chapelle du collège des Jésuites de Chaumont                                        | Chaumont                           | XVIIe siècle                                                                             | chapelle                  | Notice no PA00079010                                                                                  |       |
| Haute-Marne             | Église de l'Assomption d'Isômes                                                     | Isômes                             | XIIIe siècle                                                                             | église                    | Notice no PA00079076                                                                                  |       |
| Haute-Marne             | Ancienne église Saint-Didier de Langres                                             | Langres                            | XIIe – XIIIe siècle                                                                      | église                    | Notice no PA00079095                                                                                  |       |
| Mayenne                 | Église de l'abbaye Notre-Dame d'Évron                                               | Évron                              | XIe – XIVe siècle                                                                        | abbatiale                 | Notice no PA00109505 et Notice no IA00034267                                                          |       |
| Mayenne                 | Site archéologique de Jublains                                                      | Jublains                           | antiquité                                                                                | camp romain               | Notice no PA00109515                                                                                  |       |
| Mayenne                 | Cathédrale de la Sainte-Trinité de Laval                                            | Laval                              | XIe – XVIe siècle                                                                        | cathédrale                | Notice no PA00109523 et Notice no IA53000001                                                          |       |
| Mayenne                 | Château neuf de Laval                                                               | Laval                              | XVIe siècle                                                                              | château                   | Notice no PA00109526                                                                                  |       |
| Mayenne                 | Château vieux de Laval                                                              | Laval                              | XIe – XVIe siècle                                                                        | château fort              | Notice no PA00109527 et Notice no IA53000466                                                          |       |
| Mayenne                 | Basilique Notre-Dame d'Avesnières                                                   | Laval                              | XIIe siècle                                                                              | église                    | Notice no PA00109529 et Notice no IA53000047                                                          |       |
| Meurthe-et-Moselle      | Palais des Ducs de Lorraine                                                         | Nancy                              | XVIe siècle                                                                              | palais                    | Notice no PA00106304                                                                                  |       |
| Meurthe-et-Moselle      | Tombeaux des ducs de Lorraine et chapelle des Cordeliers                            | Nancy                              | XIIe siècle au XVIIIe siècle                                                             | tombeaux                  | Notice no PA00106105                                                                                  |       |
| Meurthe-et-Moselle      | Église Saint-Martin de Pont-à-Mousson                                               | Pont-à-Mousson                     | XIIIe siècle                                                                             | église                    | Notice no PA00106335                                                                                  |       |
| Meurthe-et-Moselle      | Basilique de Saint-Nicolas-de-Port                                                  | Saint-Nicolas-de-Port              | XVe – XVIe siècle                                                                        | église                    | Notice no PA00106362                                                                                  |       |
| Meurthe-et-Moselle      | Cathédrale Saint-Étienne de Toul                                                    | Toul                               | XIIIe – XVIe siècle                                                                      | cathédrale                | Notice no PA00106374                                                                                  |       |
| Meurthe-et-Moselle      | Château de Vaudémont                                                                | Vaudémont                          | XIe siècle                                                                               | château                   | Notice no PA00106429 et Notice no IA54001273                                                          |       |
| Meuse                   | Basilique Notre-Dame d'Avioth                                                       | Avioth                             | XIIIe – XVe siècle                                                                       | église                    | Notice no PA00106460 et Notice no IA00065379                                                          |       |
| Meuse                   | Tour Valéran                                                                        | Ligny-en-Barrois                   | XIIIe – XIVe siècle                                                                      | tour                      | Notice no PA00106555                                                                                  |       |
| Meuse                   | Église Saint-Louvent de Rembercourt-aux-Pots                                        | Rembercourt-Sommaisne              | XVe siècle                                                                               | église                    | Notice no PA00106605                                                                                  |       |
| Morbihan                | Basilique Notre-Dame-de-Quelven                                                     | Guern                              | XVe siècle                                                                               | église                    | Notice no PA00091251 et Notice no IA00010510                                                          |       |
| Morbihan                | Église Saint-Armel de Ploërmel                                                      | Ploërmel                           | XVe siècle                                                                               | église                    | Notice no PA00091506 et Notice no IA00010266                                                          |       |
| Morbihan                | Église de l'abbaye de Saint-Gildas de Rhuys                                         | Saint-Gildas-de-Rhuys              | Xe – XVIIe siècle                                                                        | abbatiale                 | Notice no PA00091674                                                                                  |       |
| Morbihan                | Château de Suscinio                                                                 | Sarzeau                            | XIIIe – XIVe siècle                                                                      | château                   | Notice no PA00091728 et Notice no IA00127658                                                          |       |
| Moselle                 | Pont-aqueduc de Gorze à Metz                                                        | Ars-sur-Moselle et Jouy-aux-Arches | IIe siècle                                                                               | aqueduc                   | Notice no PA00106722                                                                                  |       |
| Moselle                 | Chapelle de Metz                                                                    | Metz                               | XIIe – XIIIe siècle                                                                      | chapelle                  | Notice no PA00106821                                                                                  |       |
| Moselle                 | Château d'Ottange                                                                   | Ottange                            | Moyen Âge                                                                                | château fort              | Notice no PA00106931                                                                                  |       |
| Nièvre                  | Abbatiale Notre-Dame de La Charité-sur-Loire                                        | La Charité-sur-Loire               | XIIe siècle                                                                              | abbatiale                 | Notice no PA00112826                                                                                  |       |
| Nièvre                  | Collégiale Saint-Martin de Clamecy                                                  | Clamecy                            | XIIIe – XVIe siècle                                                                      | collégiale                | Notice no PA00112851                                                                                  |       |
| Nièvre                  | Église Notre-Dame-du-Pré de Donzy                                                   | Donzy                              | XIIe siècle                                                                              | église                    | Notice no PA00112880                                                                                  |       |
| Nièvre                  | Église Saint-Sylvestre de Jailly                                                    | Jailly                             | XIIe siècle                                                                              | église                    | Notice no PA00112903                                                                                  |       |
| Nièvre                  | Église Saint-Étienne de Nevers                                                      | Nevers                             | XIe siècle                                                                               | église                    | Notice no PA00112940                                                                                  |       |
| Nièvre                  | Palais ducal de Nevers                                                              | Nevers                             | XVe – XVIe siècle                                                                        | palais                    | Notice no PA00112964                                                                                  |       |
| Nièvre                  | Église Saint-Marcel de Prémery                                                      | Prémery                            | XIIIe – XIVe siècle                                                                      | église                    | Notice no PA00112993                                                                                  |       |
| Nièvre                  | Église de Saint-Révérien                                                            | Saint-Révérien                     | XIIe siècle                                                                              | église                    | Notice no PA00113017                                                                                  |       |
| Nièvre                  | église de Saint-Saulge                                                              | Saint-Saulge                       | XIIe – XVIe siècle                                                                       | église                    | Notice no PA00113018                                                                                  |       |
| Nièvre                  | Collégiale Saint-Léger de Tannay                                                    | Tannay                             | XIIIe – XVIe siècle                                                                      | collégiale                | Notice no PA00113031 et Notice no IA58000031                                                          |       |
| Nord                    | Beffroi de Bergues                                                                  | Bergues                            | XIVe – XVIe siècle détruit 1944/déclassé 1954/reconstruit différent 1958-61/inscrit 2004 | Beffroi                   | Notice no IA00067393                                                                                  |       |
| Nord                    | Pyramide de Fontenoy                                                                | Cysoing                            | XVIIIe siècle                                                                            | obélisque                 | Notice no PA00107444                                                                                  |       |
| Nord                    | Beffroi de Dunkerque                                                                | Dunkerque                          | XVIe siècle                                                                              | beffroi                   | Notice no IA00075022                                                                                  |       |
| Nord                    | Ruines romaines de Famars                                                           | Famars                             | Ier – IVe siècle                                                                         | ruines                    | Notice no PA00107521                                                                                  |       |
| Nord                    | Église Saint-Maurice de Lille                                                       | Lille                              | XIVe siècle                                                                              | église                    | Notice no PA00107582                                                                                  |       |
| Oise                    | Église Saint-Pierre-et-Saint-Paul                                                   | Baron                              | XIIe – XVe siècle                                                                        | église                    | Notice no PA00114496                                                                                  |       |
| Oise                    | Cathédrale Saint-Pierre                                                             | Beauvais                           | XIe – XVIe siècle                                                                        | cathédrale                | Notice no IA60000315                                                                                  |       |
| Oise                    | Église de la Basse-Œuvre                                                            | Beauvais                           | XIe – XIIIe siècle                                                                       | église                    | Notice no IA60000317                                                                                  |       |
| Oise                    | Église de l'abbaye Notre-Dame d'Ourscamp                                            | Chiry-Ourscamp                     | XIIe et XIIIe siècles                                                                    | abbatiale                 | Notice no IA60001562                                                                                  |       |
| Oise                    | Église Saint-Antoine de Compiègne                                                   | Compiègne                          | XIIIe – XVIe siècle                                                                      | église                    | Notice no PA00114613                                                                                  |       |
| Oise                    | Hôtel de ville de Compiègne                                                         | Compiègne                          | XVIe siècle                                                                              | hôtel de ville            | Notice no PA00114622                                                                                  |       |
| Oise                    | Abbatiale Notre-Dame                                                                | Morienval                          | XIe – XIIIe siècle                                                                       | abbatiale                 | Notice no IA60001565                                                                                  |       |
| Oise                    | Cathédrale Notre-Dame                                                               | Noyon                              | XIIe – XIXe siècle                                                                       | Cathédrale                | Notice no IA00049500                                                                                  |       |
| Oise                    | Église et chapelle de l'abbaye Saint-Germer-de-Fly                                  | Saint-Germer-de-Fly                | XIIe – XIIIe siècle                                                                      | abbatiale                 | Notice no IA60001560 et Notice no IA60001559                                                          |       |
| Oise                    | Église prieurale de Saint-Leu-d'Esserent                                            | Saint-Leu-d'Esserent               | XIIe et XIIIe siècles                                                                    | abbatiale                 | Notice no IA60001557                                                                                  |       |
| Oise                    | Abbatiale de Saint-Martin-aux-Bois                                                  | Saint-Martin-aux-Bois              | XIIIe siècle                                                                             | abbatiale                 | Notice no IA60001566                                                                                  |       |
| Oise                    | Cathédrale Notre-Dame                                                               | Senlis                             | XIIe siècle                                                                              | cathédrale                | Notice no IA60001579                                                                                  |       |
| Oise                    | Église Saint-Éloi                                                                   | Tracy-le-Val                       | XIIe siècle                                                                              | église                    | Notice no PA00114923                                                                                  |       |
| Orne                    | Église Notre-Dame-sur-l'Eau                                                         | Domfront                           | XIe siècle                                                                               | église                    | Notice no PA00110792                                                                                  |       |
| Pas-de-Calais           | Beffroi d'Arras                                                                     | Arras                              | XIVe – XVe siècle                                                                        | beffroi                   | Notice no PA00107963                                                                                  |       |
| Pas-de-Calais           | Abbaye Saint-Bertin                                                                 | Saint-Omer                         | XIVe – XVIe siècle                                                                       | abbaye                    | Notice no PA00108401                                                                                  |       |
| Pas-de-Calais           | Cathédrale Notre-Dame de Saint-Omer                                                 | Saint-Omer                         | XIIe – XVe siècle                                                                        | cathédrale                | Notice no PA00108403                                                                                  |       |
| Puy-de-Dôme             | Église Notre-Dame de Chamalières                                                    | Chamalières                        | Xe – XIIe siècle                                                                         | église                    | Notice no PA00091934                                                                                  |       |
| Puy-de-Dôme             | Église Saint-Julien de Chauriat                                                     | Chauriat                           | XIIe siècle                                                                              | église                    | Notice no PA00091974                                                                                  |       |
| Puy-de-Dôme             | Basilique Notre-Dame-du-Port                                                        | Clermont-Ferrand                   | XIe – XIIe siècle                                                                        | collégiale                | Notice no PA00091988                                                                                  |       |
| Puy-de-Dôme             | Collégiale Saint-Victor et Sainte-Couronne d'Ennezat                                | Ennezat                            | XIIe siècle                                                                              | collégiale                | Notice no PA00092120                                                                                  |       |
| Puy-de-Dôme             | Église Saint-Austremoine d'Issoire                                                  | Issoire                            | XIIe siècle                                                                              | église                    | Notice no PA00092139                                                                                  |       |
| Puy-de-Dôme             | Église Saint-Sébastien de Manglieu                                                  | Manglieu                           | XIIe siècle                                                                              | église                    | Notice no PA00092162                                                                                  |       |
| Puy-de-Dôme             | Église de l'abbaye de Mozac                                                         | Mozac                              | XIIe siècle                                                                              | abbatiale                 | Notice no PA00092212                                                                                  |       |
| Puy-de-Dôme             | Basilique Notre-Dame d'Orcival                                                      | Orcival                            | XIIe siècle                                                                              | église                    | Notice no PA00092231 et Notice no IA63000149                                                          |       |
| Puy-de-Dôme             | Sainte-Chapelle de Riom                                                             | Riom                               | XIVe – XVe siècle                                                                        | chapelle                  | Notice no IA63000444                                                                                  |       |
| Puy-de-Dôme             | Église Saint-Amable de Riom                                                         | Riom                               | XVe siècle                                                                               | église                    | Notice no PA00092269 et Notice no IA63001049                                                          |       |
| Puy-de-Dôme             | Église de Saint-Nectaire                                                            | Saint-Nectaire                     | XIIe siècle                                                                              | église                    | Notice no PA00092376                                                                                  |       |
| Puy-de-Dôme             | Chœur de l'église Saint-Pierre de Vic-le-Comte                                      | Vic-le-Comte                       | XVIe siècle                                                                              | église                    | Notice no PA00092460                                                                                  |       |
| Pyrénées-Atlantiques    | Église Notre-Dame-de-l'Assomption de Lembeye                                        | Lembeye                            | XVe siècle                                                                               | église                    | Notice no PA00084431                                                                                  |       |
| Pyrénées-Atlantiques    | Cathédrale Notre-Dame-de-l'Assomption de Lescar                                     | Lescar                             | XIIe – XIIIe siècle                                                                      | cathédrale                | Notice no PA00084433                                                                                  |       |
| Pyrénées-Atlantiques    | Château Moncade                                                                     | Orthez                             | XIIIe – XIVe siècle                                                                      | château                   | Notice no PA00084479                                                                                  |       |
| Pyrénées-Atlantiques    | Château de Pau                                                                      | Pau                                | XIIe – XVe siècle                                                                        | château                   | Notice no PA00084483                                                                                  |       |
| Hautes-Pyrénées         | Église des Hospitaliers-de-Saint-Jean de Luz-Saint-Sauveur                          | Luz-Saint-Sauveur                  | XIe – XVIe siècle                                                                        | église                    | Notice no PA00095393                                                                                  |       |
| Hautes-Pyrénées         | Abbatiale de Saint-Savin                                                            | Saint-Savin                        | XIe – XIVe siècle                                                                        | abbatiale                 | Notice no PA00095415                                                                                  |       |
| Pyrénées-Orientales     | Église du prieuré de Marcevol                                                       | Arboussols                         | XIIe siècle                                                                              | abbatiale                 | Notice no PA00103949                                                                                  |       |
| Pyrénées-Orientales     | Église Sainte-Marie de Corneilla-de-Conflent                                        | Corneilla-de-Conflent              | XIe – XIIe siècle                                                                        | église                    | Notice no PA00104007                                                                                  |       |
| Pyrénées-Orientales     | Église Notre-Dame de Coustouges                                                     | Coustouges                         | XIIe siècle                                                                              | église                    | Notice no PA00104009                                                                                  |       |
| Pyrénées-Orientales     | Pont du Diable                                                                      | Céret                              | XIVe siècle                                                                              | pont                      | Notice no PA00103991                                                                                  |       |
| Pyrénées-Orientales     | Cloître d'Elne                                                                      | Elne                               | XIIe – XIVe siècle                                                                       | cloître                   | Notice no PA00104012                                                                                  |       |
| Pyrénées-Orientales     | Loge de mer                                                                         | Perpignan                          | XVe siècle                                                                               | halle                     | Notice no PA00104080                                                                                  |       |
| Pyrénées-Orientales     | Église Saint-Jean le Vieux de Perpignan                                             | Perpignan                          | XIe – XIIe siècle                                                                        | église                    | Notice no PA00104076                                                                                  |       |
| Pyrénées-Orientales     | Église Notre-Dame-de-la-Merci de Planès                                             | Planès                             | XIIIe siècle                                                                             | chapelle                  | Notice no PA00104092                                                                                  |       |
| Bas-Rhin                | Abbatiale de Marmoutier                                                             | Marmoutier                         | XIe – XVIIIe siècle                                                                      | abbatiale                 | Notice no PA00084783, Notice no IA67007715 et Notice no IA67007714                                    |       |
| Bas-Rhin                | Abbatiale Saint-Pierre-et-Saint-Paul de Neuwiller-lès-Saverne                       | Neuwiller-lès-Saverne              | VIIIe – XIIIe siècle                                                                     | abbatiale                 | Notice no PA00084820                                                                                  |       |
| Bas-Rhin                | Mur païen du mont Sainte-Odile                                                      | Ottrott                            | Antiquité                                                                                | mur                       | Notice no PA00084885                                                                                  |       |
| Bas-Rhin                | Monastère de Sainte-Odile                                                           | Ottrott                            | XIIe siècle                                                                              | abbaye                    | Notice no PA00084884 et Notice no IA00075612                                                          |       |
| Bas-Rhin                | Église Saints-Pierre-et-Paul                                                        | Rosheim                            | XIIe siècle                                                                              | église                    | Notice no PA00084909                                                                                  |       |
| Bas-Rhin                | Église Saint-Jean-Baptiste                                                          | Saint-Jean-Saverne                 | XIIe siècle                                                                              | église                    | Notice no PA00084921 et Notice no IA00055618                                                          |       |
| Haut-Rhin               | Collégiale Saint-Martin                                                             | Colmar                             | XIIIe – XVIe siècle                                                                      | collégiale                | Notice no PA00085368                                                                                  |       |
| Haut-Rhin               | Château de Dagsbourg                                                                | Eguisheim                          | XIIe – XIIIe siècle                                                                      | château fort              | Notice no PA00085413 et Notice no IA68003582                                                          |       |
| Haut-Rhin               | Châteaux de Weckmund et de Wahlenbourg, dits château de Haut-Eguisheim              | Eguisheim, Husseren-les-Châteaux   | XIIe – XIIIe siècle                                                                      | château fort              | Notice no PA00085464, Notice no IA68003582 et Notice no IA68003607                                    |       |
| Haut-Rhin               | Église Saint-Martin de Pfaffenheim                                                  | Pfaffenheim                        | XIIe – XVe siècle                                                                        | église                    | Notice no PA00085583                                                                                  |       |
| Haut-Rhin               | Château du Hohlandsbourg                                                            | Wintzenheim                        | XIIIe – XVIe siècle                                                                      | château fort              | Notice no PA00085738 et Notice no IA68003784                                                          |       |
| Rhône                   | Église Saint-Nizier                                                                 | Lyon                               | XIVe – XVIe siècle                                                                       | église                    | Notice no PA00117801 et Notice no IA69005950                                                          |       |
| Rhône                   | Basilique Saint-Martin d'Ainay                                                      | Lyon                               | XIe – XIIe siècle                                                                        | abbatiale                 | Notice no PA00117800                                                                                  |       |
| Rhône                   | Palais du Miroir                                                                    | Saint-Romain-en-Gal                | gallo-romain                                                                             | thermes                   | Notice no PA00118059                                                                                  |       |
| Rhône                   | Collégiale Notre-Dame-des-Marais                                                    | Villefranche-sur-Saône             | XIIe – XVIe siècle                                                                       | collégiale                | Notice no PA00118090                                                                                  |       |
| Saône-et-Loire          | Théâtre romain d'Autun                                                              | Autun                              | IIIe siècle                                                                              | théâtre antique           | Notice no PA00113102                                                                                  |       |
| Saône-et-Loire          | Temple de Janus d'Autun                                                             | Autun                              | IIe siècle                                                                               | fanum                     | Notice no PA00113101                                                                                  |       |
| Saône-et-Loire          | Pyramide de Couhard                                                                 | Autun                              | IIe siècle                                                                               | mausolée                  | Notice no PA00113096                                                                                  |       |
| Saône-et-Loire          | Cathédrale Saint-Lazare d'Autun                                                     | Autun                              | XIIe siècle                                                                              | cathédrale                | Notice no PA00113073                                                                                  |       |
| Saône-et-Loire          | Abbatiale Saint-Philibert de Tournus                                                | Tournus                            | XIe – XIIe siècle                                                                        | abbatiale                 | Notice no PA00113488                                                                                  |       |
| Sarthe                  | Église Notre-Dame-des-Marais de la Ferté-Bernard                                    | La Ferté-Bernard                   | XIVe – XVIIe siècle                                                                      | église                    | Notice no PA00109751 et Notice no IA00034685                                                          |       |
| Sarthe                  | Église Notre-Dame-du-Pré du Mans                                                    | Le Mans                            | XIe – XIIe siècle                                                                        | église                    | Notice no PA00109805                                                                                  |       |
| Sarthe                  | Église Notre-Dame-de-la-Couture du Mans                                             | Le Mans                            | XIIe siècle                                                                              | église                    | Notice no PA00109798                                                                                  |       |
| Sarthe                  | Église Notre-Dame de Saint-Calais                                                   | Saint-Calais                       | XVe – XVIe siècle                                                                        | église                    | Notice no PA00109930                                                                                  |       |
| Sarthe                  | Église Saint-Hippolyte de Vivoin                                                    | Vivoin                             | XIe – XVe siècle                                                                         | église                    | Notice no PA00109989                                                                                  |       |
| Seine-Maritime          | Église Notre-Dame de Caudebec-en-Caux                                               | Caudebec-en-Caux                   | XVe – XVIe siècles                                                                       | église                    | Notice no PA00100596                                                                                  |       |
| Seine-Maritime          | Église Saint-Jean d'Abbetot                                                         | La Cerlangue                       | XIe, XVe – XVIe siècles                                                                  | église                    | Notice no PA00100607                                                                                  |       |
| Seine-Maritime          | Église Saint-Jacques de Dieppe                                                      | Dieppe                             | XIe siècle                                                                               | église                    | Notice no PA00100621                                                                                  |       |
| Seine-Maritime          | Église Notre-Dame d'Étretat                                                         | Étretat                            | XIe et XIIIe siècles                                                                     | église                    | Notice no PA00100648                                                                                  |       |
| Seine-Maritime          | Collégiale Notre-Dame-et-Saint-Laurent d'Eu                                         | Eu                                 | XIe siècle                                                                               | Collégiale                | Notice no PA00100650                                                                                  |       |
| Seine-Maritime          | Abbaye de la Trinité de Fécamp                                                      | Fécamp                             | XVIIe et XVIIIe siècles                                                                  | abbaye                    | Notice no PA00100659                                                                                  |       |
| Seine-Maritime          | Église Saint-Hildebert de Gournay-en-Bray                                           | Gournay-en-Bray                    | XIIe et XIIIe siècles                                                                    | église                    | Notice no PA00100676                                                                                  |       |
| Seine-Maritime          | Église Saint-Martin d'Harfleur                                                      | Harfleur                           | XIe – XIXe siècles                                                                       | église                    | Notice no PA00100689                                                                                  |       |
| Seine-Maritime          | Ruines du théâtre antique de Lillebonne                                             | Lillebonne                         | IIe siècle                                                                               | théâtre antique           | Notice no IA00075893                                                                                  |       |
| Seine-Maritime          | Église Saint-Jacques-le-Majeur de Moulineaux                                        | Moulineaux                         | XIIIe siècle                                                                             | église                    | Notice no PA00100769                                                                                  |       |
| Seine-Maritime          | Abbaye Saint-Ouen                                                                   | Rouen                              | IXe – XVIIIe siècles                                                                     | abbatiale                 | Notice no PA00100823                                                                                  |       |
| Seine-Maritime          | Église Saint-Gervais de Rouen                                                       | Rouen                              | XIe – XIXe siècles                                                                       | église                    | Notice no PA00100816                                                                                  |       |
| Seine-Maritime          | Église Saint-Maclou de Rouen                                                        | Rouen                              | XIIIe – XXe siècles                                                                      | église                    | Notice no PA00100820                                                                                  |       |
| Seine-Maritime          | Église Saint-Patrice de Rouen                                                       | Rouen                              | XIIIe – XIXe siècles                                                                     | église                    | Notice no PA00100824                                                                                  |       |
| Seine-Maritime          | Palais de Justice                                                                   | Rouen                              | XIe – XIXe siècles                                                                       | parlement                 | Notice no PA00101007                                                                                  |       |
| Seine-Maritime          | Tour Jeanne d'Arc                                                                   | Rouen                              | XIIIe et XIXe siècles                                                                    | donjon                    | Notice no PA00101011                                                                                  |       |
| Seine-Maritime          | Abbaye Saint-Georges de Boscherville                                                | Saint-Martin-de-Boscherville       | XIIe siècle                                                                              | abbaye                    | Notice no PA00101033                                                                                  |       |
| Seine-Maritime          | Église Saint-Jacques du Tréport                                                     | Le Tréport                         | XIe – XIXe siècles                                                                       | église                    | Notice no PA00101069                                                                                  |       |
| Seine-Maritime          | Église Notre-Dame de Valliquerville                                                 | Valliquerville                     | XIIIe – XIXe siècles                                                                     | église                    | Notice no PA00101074                                                                                  |       |
| Seine-et-Marne          | Hôtel-Dieu de Brie-Comte-Robert                                                     | Brie-Comte-Robert                  | XIIIe siècle                                                                             | hôtel-Dieu                | Notice no PA00086837                                                                                  |       |
| Seine-et-Marne          | Église Saint-Étienne                                                                | Brie-Comte-Robert                  | XIVe siècle                                                                              | église                    | Notice no PA00086836                                                                                  |       |
| Seine-et-Marne          | Collégiale Saint-Martin de Champeaux                                                | Champeaux                          | XIe – XIIIe siècle                                                                       | collégiale                | Notice no PA00086860                                                                                  |       |
| Seine-et-Marne          | Église Notre-Dame-de-l'Assomption de Château-Landon                                 | Château-Landon                     | XIIe – XIIIe siècle                                                                      | église                    | Notice no PA00086870                                                                                  |       |
| Seine-et-Marne          | Cryptes de Jouarre                                                                  | Jouarre                            | VIIe siècle                                                                              | crypte                    | Notice no PA00087037                                                                                  |       |
| Seine-et-Marne          | Cathédrale Saint-Étienne de Meaux                                                   | Meaux                              | XIIe – XVe siècle                                                                        | cathédrale                | Notice no PA00087087                                                                                  |       |
| Seine-et-Marne          | Collégiale Notre-Dame de Melun                                                      | Melun                              | XIe – XIIe siècle                                                                        | collégiale                | Notice no PA00087096 et Notice no IA77000404                                                          |       |
| Seine-et-Marne          | Porte de Samois et Porte de Bourgogne (Moret-sur-Loing)                             | Moret-sur-Loing                    | XIIe siècle                                                                              | portes de ville           | Notice no PA00087146                                                                                  |       |
| Seine-et-Marne          | Église Notre-Dame de Moret-sur-Loing                                                | Moret-sur-Loing                    | XIIe siècle                                                                              | église                    | Notice no PA00087138                                                                                  |       |
| Seine-et-Marne          | Collégiale Saint-Quiriace de Provins                                                | Provins                            | XIIe – XVIIIe siècle                                                                     | collégiale                | Notice no PA00087203                                                                                  |       |
| Seine-et-Marne          | Église de Voulton                                                                   | Voulton                            | XIIe siècle                                                                              | église                    | Notice no PA00087329                                                                                  |       |
| Yvelines                | Église Saint-Jacques-le-Majeur-et-Saint-Christophe d'Houdan                         | Houdan                             | XIVe – XVIIIe siècle                                                                     | église                    | Notice no PA00087454                                                                                  |       |
| Yvelines                | Collégiale Notre-Dame de Mantes-la-Jolie                                            | Mantes-la-Jolie                    | XIIe – XIVe siècle                                                                       | collégiale                | Notice no PA00087508                                                                                  |       |
| Yvelines                | Église Saint-Pierre de Montfort-l'Amaury                                            | Montfort-l'Amaury                  | XVe – XVIIe siècle                                                                       | église                    | Notice no PA00087551                                                                                  |       |
| Yvelines                | Collégiale Notre-Dame de Poissy                                                     | Poissy                             | XIe – XIVe siècle                                                                        | collégiale                | Notice no PA00087569                                                                                  |       |
| Deux-Sèvres             | Église Notre-Dame de Bressuire                                                      | Bressuire                          | Xe – XIIe siècle                                                                         | église                    | Notice no PA00101201 déclassée en 1900 re-classée en 1913                                             |       |
| Deux-Sèvres             | Église Saint-Maixent de Verrines-sous-Celles                                        | Celles-sur-Belle                   | Haut Moyen Âge                                                                           | église                    | Notice no PA00101207 et Notice no IA79001152                                                          |       |
| Deux-Sèvres             | Église Saint-Chartier de Javarzay                                                   | Chef-Boutonne                      | XIe siècle                                                                               | église                    | Notice no PA00101217                                                                                  |       |
| Deux-Sèvres             | Donjon de Niort                                                                     | Niort                              | XIIe siècle                                                                              | château                   | Notice no PA00101283                                                                                  |       |
| Deux-Sèvres             | Collégiale Saint-Maurice d'Oiron                                                    | Oiron                              | XVIe – XVIIe siècle                                                                      | collégiale                | Notice no PA00101296                                                                                  |       |
| Deux-Sèvres             | Abbatiale de Saint-Maixent-l'École                                                  | Saint-Maixent-l'École              | XIe – XVIIe siècle                                                                       | abbatiale                 | Notice no PA00101350 et Notice no IA00043777                                                          |       |
| Deux-Sèvres             | Chapelle du château des ducs de La Trémoille                                        | Thouars                            | XIe – XVIIe siècle                                                                       | chapelle                  | Notice no PA00101377                                                                                  |       |
| Somme                   | Collégiale Saint-Vulfran                                                            | Abbeville                          | XVIe siècle                                                                              | église                    | Notice no PA00116019                                                                                  |       |
| Somme                   | Église Notre-Dame du prieuré d'Airaines                                             | Airaines                           | XIIe siècle                                                                              | abbatiale                 | Notice no PA00116039                                                                                  |       |
| Somme                   | Citadelle d'Amiens                                                                  | Amiens                             | XIVe – XVIIe siècles                                                                     | citadelle                 | Notice no PA00116049                                                                                  |       |
| Somme                   | Abbatiale de Berteaucourt-les-Dames                                                 | Berteaucourt-les-Dames             | XIe – XIIe siècles                                                                       | abbatiale                 | Notice no PA00116098                                                                                  |       |
| Somme                   | La Pierre de Gargantua                                                              | Doingt                             | Néolithique                                                                              | menhir                    | Notice no PA00116131                                                                                  |       |
| Somme                   | Maison échevinale de Domart-en-Ponthieu                                             | Domart-en-Ponthieu                 | XVe siècle                                                                               | maison                    | Notice no PA00116133                                                                                  |       |
| Somme                   | Chapelle du Saint-Esprit de Rue                                                     | Rue                                | XIVe – XVIe siècles                                                                      | chapelle                  | Notice no IA80001213                                                                                  |       |
| Somme                   | Abbatiale de Saint-Riquier                                                          | Saint-Riquier                      | XIe – XVIe siècles                                                                       | abbatiale                 | Notice no PA00116244                                                                                  |       |
| Somme                   | Église Notre-Dame-de-Lorette                                                        | Tilloloy                           | -                                                                                        | église                    | Notice no PA00116257                                                                                  |       |
| Tarn                    | Abbaye Saint-Michel                                                                 | Gaillac                            | -                                                                                        | abbaye                    | Notice no PA00095557                                                                                  |       |
| Tarn-et-Garonne         | Château de Bruniquel                                                                | Bruniquel                          | -                                                                                        | château                   | Notice no PA00095714                                                                                  |       |
| Tarn-et-Garonne         | Clocher de l'église                                                                 | Caussade                           | -                                                                                        | clocher                   | Notice no PA00095728                                                                                  |       |
| Tarn-et-Garonne         | Abbaye Saint-Pierre de Moissac                                                      | Moissac                            | XIe – XIXe siècle                                                                        | abbaye                    | Notice no IA00040048                                                                                  |       |
| Tarn-et-Garonne         | Collégiale Saint-Martin                                                             | Montpezat-de-Quercy                | XIVe siècle                                                                              | collégiale                | Notice no PA00095838                                                                                  |       |
| Var                     | Amphithéâtre                                                                        | Fréjus                             | Ier et IIe siècles                                                                       | amphithéâtre romain       | Notice no PA00081603 et Notice no IA83000640                                                          |       |
| Var                     | Église Saint-Louis                                                                  | Hyères                             | XIIIe siècle                                                                             | église                    | Notice no PA00081640 et Notice no IA83000357                                                          |       |
| Var                     | Basilique Sainte-Marie-Madeleine                                                    | Saint-Maximin-la-Sainte-Baume      | XIIIe – XVIIe siècle                                                                     | église                    | Notice no PA00081710                                                                                  |       |
| Var                     | Église Saint-Pierre-aux-Liens                                                       | Six-Fours-les-Plages               | XIIe et XVIIe siècles                                                                    | église                    | Notice no PA00081741                                                                                  |       |
| Var                     | Abbaye du Thoronet                                                                  | Le Thoronet                        | XIIe et XIIIe siècles                                                                    | abbaye                    | Notice no PA00081747                                                                                  |       |
| Vaucluse                | Cathédrale Notre-Dame-des-Doms                                                      | Avignon                            | XIIe – XVIIe siècles                                                                     | cathédrale                | Notice no PA00081814                                                                                  |       |
| Vaucluse                | Chapelle et pont Saint-Bénézet                                                      | Avignon                            | XIIe siècle                                                                              | pont                      | Notice no PA00081815                                                                                  |       |
| Vaucluse                | Collégiale Saint-Pierre d'Avignon                                                   | Avignon                            | XIVe – XVIe siècles                                                                      | collégiale                | Notice no PA00081834                                                                                  |       |
| Vaucluse                | Palais des papes d'Avignon                                                          | Avignon                            | XIVe siècle                                                                              | palais                    | Notice no PA00081941                                                                                  |       |
| Vaucluse                | Arc de Carpentras                                                                   | Carpentras                         | Ier siècle                                                                               | arc de triomphe           | Notice no PA00081996                                                                                  |       |
| Vaucluse                | Cathédrale Saint-Siffrein                                                           | Carpentras                         | XVe – XVIIe siècles                                                                      | cathédrale                | Notice no PA00082003                                                                                  |       |
| Vaucluse                | Arc antique de Cavaillon                                                            | Cavaillon                          | Ier siècle                                                                               | arc antique               | Notice no IA84000458                                                                                  |       |
| Vaucluse                | Cathédrale Notre-Dame-et-Saint-Véran                                                | Cavaillon                          | XIe – XIIIe siècles                                                                      | cathédrale                | Notice no IA84000455                                                                                  |       |
| Vaucluse                | Église Saint-Véran                                                                  | Fontaine-de-Vaucluse               | XIe siècle                                                                               | église                    | Notice no PA00082040                                                                                  |       |
| Vaucluse                | Théâtre antique d'Orange                                                            | Orange                             | Ier siècle                                                                               | théâtre antique           | Notice no PA00082108                                                                                  |       |
| Vaucluse                | Arc d'Orange                                                                        | Orange                             | Ier siècle                                                                               | arc de triomphe           | Notice no PA00082097                                                                                  |       |
| Vaucluse                | Église Notre-Dame-de-Nazareth de Pernes-les-Fontaines                               | Pernes-les-Fontaines               | Gallo-romain et XIIe siècle                                                              | église                    | Notice no PA00082113                                                                                  |       |
| Vaucluse                | Église Notre-Dame-du-Lac du Thor                                                    | Le Thor                            | XIIe siècle                                                                              | église                    | Notice no PA00082171                                                                                  |       |
| Vaucluse                | Cathédrale Notre-Dame-de-Nazareth                                                   | Vaison-la-Romaine                  | XIIe siècle                                                                              | cathédrale                | Notice no PA00082179                                                                                  |       |
| Vaucluse                | Chapelle Saint-Quenin                                                               | Vaison-la-Romaine                  | XIIe siècle                                                                              | chapelle                  | Notice no PA00082181                                                                                  |       |
| Vaucluse                | Pont romain                                                                         | Vaison-la-Romaine                  | Ier siècle                                                                               | pont                      | Notice no PA00082186                                                                                  |       |
| Vaucluse                | Baptistère de Venasque                                                              | Venasque                           | VIe et VIIe siècles                                                                      | baptistère                | Notice no PA00082204                                                                                  |       |
| Vendée                  | Église Saint-Nicolas                                                                | Maillezais                         |                                                                                          | église                    | Notice no PA00110164                                                                                  |       |
| Vendée                  | Église Notre-Dame-de-l'Assomption de Vouvant                                        | Vouvant                            | XIe et XIIe siècles                                                                      | église                    | Notice no PA00110287                                                                                  |       |
| Vienne                  | Château des évêques de Poitiers                                                     | Chauvigny                          | XIe – XIVe siècles                                                                       | château                   | Notice no PA00105409 et Notice no IA00045907                                                          |       |
| Vienne                  | Église Notre-Dame                                                                   | Chauvigny                          | IXe et XVIIIe siècles                                                                    | église                    | Notice no IA00045898 et Notice no PA00105412                                                          |       |
| Vienne                  | Château d'Harcourt                                                                  | Chauvigny                          | XIIe – XVe siècles                                                                       | château                   | Notice no IA00045912 et Notice no PA00105410                                                          |       |
| Vienne                  | Lanterne des morts de Château-Larcher                                               | Château-Larcher                    |                                                                                          | lanterne des morts        | Notice no PA00105395                                                                                  |       |
| Vienne                  | Église Saint-Nicolas                                                                | Civray                             | VIIe siècle                                                                              | église                    | Notice no PA00105429                                                                                  |       |
| Vienne                  | Église Notre-Dame de Fontaine-le-Comte                                              | Fontaine-le-Comte                  |                                                                                          | église                    | Notice no PA00105456                                                                                  |       |
| Vienne                  | Château de Gençay                                                                   | Gençay                             |                                                                                          | château                   | Notice no PA00105459                                                                                  |       |
| Vienne                  | Hôtel-Dieu de Montmorillon                                                          | Montmorillon                       | XIe – XIXe siècles                                                                       | hôtel-Dieu                | Notice no PA00105548, Notice no IA00046443 et Notice no IA00046599                                    |       |
| Vienne                  | Château de Montreuil-Bonnin                                                         | Montreuil-Bonnin                   |                                                                                          | château                   | Notice no PA00105554                                                                                  |       |
| Vienne                  | Église Saint-Hilaire le Grand                                                       | Poitiers                           | XIe et XIIe siècles                                                                      | église                    | Notice no PA00105598                                                                                  |       |
| Vienne                  | Église Notre-Dame la Grande                                                         | Poitiers                           | XIe et XIIe siècles                                                                      | église                    | Notice no PA00105596                                                                                  |       |
| Vienne                  | Église Saint-Jean de Montierneuf                                                    | Poitiers                           | XIe – XIVe siècles                                                                       | église                    | Notice no PA00105595                                                                                  |       |
| Vienne                  | Amphithéâtre de Poitiers                                                            | Poitiers                           | IIe siècle                                                                               | amphithéâtre romain       | Notice no PA00105584                                                                                  |       |
| Vienne                  | Abbaye de Saint-Savin-sur-Gartempe                                                  | Saint-Savin                        | XIe – XVIIe siècles                                                                      | abbaye                    | Notice no PA00105712 et Notice no IA00045858                                                          |       |
| Haute-Vienne            | Château de Rochechouart                                                             | Rochechouart                       | XIIIe – XVIe siècles                                                                     | château                   | Notice no PA00100428                                                                                  |       |
| Haute-Vienne            | Collégiale Saint-Junien                                                             | Saint-Junien                       | XIIe – XVe siècles                                                                       | collégiale                | Notice no PA00100454                                                                                  |       |
| Haute-Vienne            | Collégiale Saint-Yrieix                                                             | Saint-Yrieix-la-Perche             |                                                                                          | collégiale                | Notice no PA00100494                                                                                  |       |
| Vosges                  | Abbaye Saint-Pierre d'Étival                                                        | Étival-Clairefontaine              | XIIe – XVIIIe siècles                                                                    | abbaye                    | Notice no PA00107164                                                                                  |       |
| Vosges                  | Abbaye de Moyenmoutier                                                              | Moyenmoutier                       | XIe siècle                                                                               | abbaye                    | Notice no PA00107210                                                                                  |       |
| Vosges                  | Maison natale de Jeanne d'Arc                                                       | Domrémy-la-Pucelle                 | XVe siècle                                                                               | maison                    | Notice no PA00107138                                                                                  |       |
| Yonne                   | Cathédrale Saint-Étienne d'Auxerre                                                  | Auxerre                            | XIe – XVIe siècles                                                                       | cathédrale                | Notice no PA00113586                                                                                  |       |
| Yonne                   | Église Saint-Lazare d'Avallon                                                       | Avallon                            | XIe – XVIe siècles                                                                       | église                    | Notice no PA00113609                                                                                  |       |
| Yonne                   | Église abbatiale de Pontigny                                                        | Pontigny                           |                                                                                          | abbatiale                 | Notice no PA00113789                                                                                  |       |
| Yonne                   | Église de Saint-Florentin                                                           | Saint-Florentin (Yonne)            | XIIIe siècle                                                                             | église                    | Notice no PA00113818                                                                                  |       |
| Yonne                   | Collégiale Saint-Pierre de Saint-Julien-du-Sault                                    | Saint-Julien-du-Sault              | XIVe – XVe siècles                                                                       | collégiale                | Notice no PA00113821                                                                                  |       |
| Yonne                   | Église Notre-Dame de Saint-Père                                                     | Saint-Père                         | XIIIe – XVe siècles                                                                      | église                    | Notice no PA00113834                                                                                  |       |
| Yonne                   | Église de la Madeleine de Vézelay et le bâtiment des Moines                         | Vézelay                            | XIIe siècle                                                                              | abbatiale                 | Notice no PA00113932                                                                                  |       |
| Yonne                   | Cathédrale Saint-Étienne de Sens                                                    | Sens                               | XIIe – XVIe siècles                                                                      | cathédrale                | Notice no PA00113853                                                                                  |       |
| Essonne                 | Église Saint-Denis d'Athis-Mons                                                     | Athis-Mons                         | XIIe siècle                                                                              | église                    | Notice no PA00087807 et Notice no IA91000459                                                          |       |
| Essonne                 | Cathédrale Saint-Spire de Corbeil-Essonnes                                          | Corbeil-Essonnes                   | XIVe siècle                                                                              | cathédrale                | Notice no PA00087863                                                                                  |       |
| Essonne                 | Collégiale Notre-Dame-du-Fort d'Étampes                                             | Étampes                            | XIIe – XIIIe siècle                                                                      | collégiale                | Notice no PA00087892 et Notice no IA00126440                                                          |       |
| Essonne                 | Château de Montlhéry                                                                | Montlhéry                          | Xe – XIVe siècle                                                                         | château fort              | Notice no PA00087970 et Notice no IA91000127                                                          |       |
| Essonne                 | Église Saint-Sulpice de Saint-Sulpice-de-Favières                                   | Saint-Sulpice-de-Favières          | XIIIe – XIVe siècle                                                                      | église                    | Notice no PA00088007                                                                                  |       |
| Val-d'Oise              | Église Saint-Sulpice de Chars                                                       | Chars                              | XIIe – XVIe siècle                                                                       | église                    | Notice no PA00080019                                                                                  |       |
| Val-d'Oise              | Église Saint-Acceul d'Écouen                                                        | Écouen                             | XVIe – XIIIe siècle                                                                      | église                    | Notice no PA00080046                                                                                  |       |
| Val-d'Oise              | Église de la Nativité-de-la-Vierge du Mesnil-Aubry                                  | Le Mesnil-Aubry                    | XVe – XVIIe siècle                                                                       | église                    | Notice no PA00080126                                                                                  |       |
| Val-d'Oise              | Collégiale Saint-Martin de Montmorency                                              | Montmorency                        | XVIe siècle                                                                              | collégiale                | Notice no PA00080130                                                                                  |       |
| Val-d'Oise              | Cathédrale Saint-Maclou de Pontoise                                                 | Pontoise                           | XIIe – XVIe siècle                                                                       | cathédrale                | Notice no PA00080163                                                                                  |       |
| Val-d'Oise              | Église Notre-Dame de Vétheuil                                                       | Vétheuil                           | XIIe – XVIe siècle                                                                       | église                    | Notice no PA00080225                                                                                  |       |

## Liste pour les meubles
Quelques rares objets sont classés sur la liste de 1840.
| Département | Monument             | Commune | Période    | Type       | Base Mérimée         | Photo |
| ----------- | -------------------- | ------- | ---------- | ---------- | -------------------- | ----- |
| Calvados    | Tapisserie de Bayeux | Bayeux  | XIe siècle | tapisserie | Notice no PM14000079 |       |